# 郵便受取所
郵便受取所（ゆうびんうけとりじょ）は、日本内地、朝鮮国（後に大韓帝国）、台湾及び清国並びに中華民国において設置された通信官署の現業機関。

## 郵便受取所（内地）

### 概要
日本内地における郵便受取所は、1875年（明治8年）1月に郵便役所及び郵便取扱所を郵便局へ統一した後に東京府及び大阪府に設置されたのを濫觴とし、1881年（明治14年）6月頃に一旦郵便局へ名称を統一して廃止された。その後、1883年（明治16年）3月より再び設置されることとなり、1901年（明治34年）3月からは電信の取扱を行う郵便電信受取所という種別が追加された。1905年（明治38年）4月1日に一部の郵便受取所を除いて全部無集配三等郵便局に改定されて消滅した。

### 歴史

#### 郵便受取所の創設から一時廃止まで
1875年（明治8年）1月1日、郵便役所及び郵便取扱所は郵便局の名称を以て統一され、各々に一等から五等の等級を付してこれを分類することになったが、その一方で同月中に東京府及び大阪府下には郵便受取所が新設され、また同年2月3日付けを以て無集配の旧郵便取扱所を郵便受取所と改称する旨の達が東京府知事に対して布令されている。郵政省編纂の『郵政百年史』によれば、同一市内に複数の郵便局がある場合、そのうち一ヶ所を本局として他を分局とし、これと離れた場所に郵便受取所を設けたという。駅逓寮の『郵便月報』には1875年（明治8年）1月の記録として次のようにある。
また『郵便月報』には1875年（明治8年）2月の記録として次のようにある。
当初は郵便受取所においては郵便、すなわち書留郵便物等の引受や郵便切手類の売下のみを取り扱っていたが、1876年（明治9年）4月1日から一部の郵便受取所において貯金の取扱を開始し、1878年（明治11年）2月21日からは郵便受取所に郵便為替取扱所を併設する形で為替の取扱を始めている。
1881年（明治14年）6月頃に郵便受取所は郵便局へ名称を統一した。研究者によればその正確な日付は不明であるが、郵政省の『郵政百年史年表』によれば1881年（明治14年）7月1日付けで改称が行われたとしている。この郵便局への名称統一により、従来郵便受取所に併設されていた郵便為替取扱所は、同年7月12日に為替証書等へ郵便局と記載するよう通達され、郵便為替取扱所もこれにより消滅した。

#### 郵便受取所の再設置

手宮町郵便受取所（北海道後志国高島郡）。1886年（明治19年）1月1日設置（明治18年駅逓局告示第273号、『法規分類大全 運輸門七』（212頁）、1891年（明治24年）4月、内閣記録局）

しかし、1883年（明治16年）3月1日、駅逓区編成法（明治16年2月15日梓規16第7号）が施行され、その第4条において「郵便局は其区内郵便受取所及ひ郵便切手売下所を管轄す」と定められ、再び郵便受取所が設置されることとなった。また駅逓出張局処務規定、駅逓出張分局処務規定及び郵便局処務規定と合せて郵便受取所処務規則（明治16年梓調16第58号）が同年6月1日から施行された。その内容は次のようなものであった。
これに先立つ明治16年4月21日梓調16第50号において「郵便分局の内為替取扱之なき分は一般郵便受取所に改正」とあるように、為替の取扱の有無によって郵便取扱所と郵便局が区別されており、郵便受取所は為替の取扱を行わなかった。他に集配事務や貨幣封入郵便、外国郵便の取扱も行わないことが郵便局との主たる相違であった。ただし、当初の駅逓局の意嚮としては、郵便物集配業務取扱の有無により郵便局と郵便受取所を分類しようとしていたことが研究者から指摘されており、実際に福岡県筑前国甘木郵便局に宛てた駅逓局による通達には次のようにあり、その混乱がうかがわれる。

#### 郵便受取所における取扱事務の変遷

##### 郵便受取所規定（明治19年逓信省公達第6号）
1886年（明治19年）4月22日、明治19年逓信省令第6号によって各地に郵便受取所を置き、貨幣封入郵便を除く郵便物の受付及び郵便切手の売捌がその業務として定められ、郵便受取所処務規定は同年4月28日の郵便受取所規定（明治19年逓信省公達第6号）に取って代わった。その内容は次の通りである。
省令により貯金を取扱う郵便受取所にあっては、別に駅逓貯金預所を置くことが明記され、郵便処務規定にはあった貯金に関する項目が、郵便受取所規定においてはなくなっている。これにより郵便受取所規定と並んで駅逓貯金預所規定（明治19年公達第7号）が定められた。この駅逓貯金預所は1887年（明治20年）4月1日に郵便貯金預所と改称された。また、1890年（明治23年）7月1日からは東京市日本橋区小伝馬町郵便受取所等に順次郵便為替取扱所を設け、郵便貯金預所と同様に郵便受取所に併設の上、為替の取扱を開始した。

##### 郵便受取所郵便為替及貯金取扱ノ件（明治26年逓信省令第13号）及び郵便受取所規定（明治26年逓信省公達第324号）
郵便受取所規定（明治19年逓信省公達第6号）は、1893年（明治26年）8月1日に全部改正され、郵便受取所の管掌する事務は大幅に拡大した。その内容は次の通りであった。
上記公達第3条第3号の郵便受取所における小包の取扱については、改正前の規定にはない事務であったが、実際には本改正以前の1893年（明治26年）1月16日から東京市日本橋区小伝馬町郵便受取所等各所において取扱を開始している。なお、同年4月12日には別に郵便受取所小包郵便取扱規則（明治26年逓信省公達第226号）を定め、その取扱手続を規定している。
また、第3条第4号及び第5号において郵便受取所により直接郵便為替及び郵便貯金を取扱うことが認められたので、従来これに併設していた郵便為替取扱所及び郵便貯金預所は、明治26年逓信省令第13号により同年8月1日からその事務を郵便受取所に承継することとなった。ただし従前より切手売下所に併設されていた郵便貯金預所についてはその後も存続しており、この種の郵便貯金預所は漸次郵便受取所へその事務を承継し、あるいは廃止手続きがとられ、最終的に1898年（明治31年）11月16日に福岡県筑前国福岡市西唐人町郵便貯金預所や島根県出雲国松江市松江竪町郵便貯金預所等を廃止して郵便受取所にその事務を承継し、すべての郵便貯金預所が消滅した。なお明治26年逓信省令第13号及び明治26年逓信省公達第324号においては、当初郵便為替の受払及び郵便貯金の預入のみをその事務として定めていたが、1897年（明治30年）12月25日よりこれを改正して郵便貯金の払渡もその事務に加えられた。また、1900年（明治33年）10月1日には郵便為替規則（明治33年逓信省令第45号）が定められ、別に取扱を行わない旨を告示する局所を除き、すべての郵便局及び郵便受取所において為替の取扱が行われるようになった。ただし、郵便受取所及び清国に設置した郵便局所においては電信為替の取扱は行わないとの告示がなされている。

##### 収入印紙の取扱開始
1898年（明治31年）7月14日、明治31年勅令第140号「収入印紙ニ関スル件」により収入印紙制度が定められ、また同年7月28日に明治31年大蔵省令第12号によってその形式が定められた。続いて1899年（明治32年）3月10日、明治32年勅令第50号「収入印紙売下ニ関スル件」により郵便局等において収入印紙の売下を行うことが認められ、同年3月25日に国内の郵便電信局、郵便局及び郵便受取所において収入印紙の取扱を開始する旨が告示された。郵便切手及収入印紙売下規則（明治32年逓信省令第11号）により、郵便受取所において売捌く郵便切手及び収入印紙は、一、二等郵便電信局及び郵便局管内の郵便受取所は当該局より、三等郵便局管内の郵便受取所は当該局長の買受高分より買受けるものとされ、特に一、二等郵便電信局及び郵便局管内の各郵便受取所並びに売下所は各々組合を結成して、総代がその買受に当たると定められた。なお、1900年（明治33年）10月1日からは郵便切手類売下規則（明治33年逓信省令第75号）が施行され、郵便切手及収入印紙売下規則は廃止された。本規則においても郵便受取所及び郵便切手売下所の組合制は存続し、郵便切手類は買受高に対して1000分の35の割引率によって売下を行うと定められた。

##### 郵便及電信受取所規定（明治34年逓信省公達第178号）
1901年（明治34年）3月16日、郵便及電信受取所規定（明治34年逓信省公達第178号）が定められ、それまでの郵便受取所規定は廃止された。その内容は次の通りであった。
本改正により郵便受取所は電報の受付及び発送を行い得るようになり、同年3月28日より横浜石川町郵便受取所及び深田郵便受取所が初めて郵便電信受取所に改定された。また、郵便受取所に適用されていた法令を郵便電信受取所にも適用すべく各種法令の改正が行われた。なお1904年（明治37年）5月1日からは、郵便受取所においても電信為替の取扱を開始した。

#### 郵便受取所取扱人
郵便受取所を管掌する職員の名称は、1886年（明治19年）4月28日までは郵便局と同じく郵便取扱役であったが、以降は郵便受取所取扱人と改称され、その手当は一等給が月額70銭、二等給が月額60銭、三等給が月額50銭と定められた。取扱人は他の職業を兼任することも認められていたが、郵便受取所取扱人手当給与規則により他職の有無に拘らず規定の金額が支給された。郵便受取所郵便取扱人服務規則によれば、取扱人は自らその局舎を供し、またその局所もしくはその近傍に居住することを求められ、且つ実価100円以上の土地または建物を所有しておらねばならず、また実価150円以上の土地または建物を所有する満16歳以上の男子の身元引受人を立てる必要があった。
郵便受取所における経費については、郵便受取所経費給与規則（明治21年逓信省公達第175号）により、東京、大阪及び京都郵便区市内郵便受取所にあっては月額60銭、北海道地方郵便受取所にあっては月額80銭、その他の地域にあっては月額40銭が支給され、別に定めるものを除き、傭員の給与等を含め一切を賄うものと定められた。また、郵便切手類の調達は一定の割引額により取扱人の私金を以て行うものとされた。郵便受取所経費給与規則（明治21年逓信省公達第175号）は、1893年（明治26年）8月1日に廃止され、同日より郵便受取所経費給与規則（明治26年逓信省公達第310号）によって経費について規定し、書留郵便物取扱費、小包郵便物取扱費、為替貯金取扱費、貯金取扱費及び雑費の5項目について支給することとなった。ただし為替貯金取扱費及び貯金取扱費については取扱を行わない受取所においてはこれを支給せず、書留郵便物取扱費及び小包郵便物取扱費については取扱数に応じて等級を定めてこれを支給し、雑費は一ヶ月あたり30銭を支給するとした。なお北海道においては2倍の経費を支給した。この郵便受取所経費給与規則（明治26年逓信省公達第310号）は、1898年（明治31年）1月1日に廃止され、新たに郵便受取所経費給与規定（明治30年逓信省公達第750号）を定めた。本規定においては千島国を除く北海道の郵便受取所においては算出額の5割を加給し、千島国の郵便受取所には1倍を加給するとした。郵便受取所経費給与規定（明治30年逓信省公達第750号）は、1900年（明治33年）7月1日に廃止され、新たに郵便受取所経費支給規定（明治33年逓信省公達第349号）を定めた。本規定においては事務取扱費と雑費の2種類に分類してこれを支給するとした。郵便受取所経費支給規定（明治33年逓信省公達第349号）は、郵便電信受取所制度の開始に伴い、1901年（明治34年）3月16日に廃止され、新たに郵便及電信受取所経費支給規定（明治34年逓信省公達第184号）を定めた。
1888年（明治21年）5月26日には郵便受取所取扱人採用規定（明治21年逓信省訓令第5号）を定めた。同訓令第1条によれば、郵便受取所取扱人の要件はその郵便受取所所在地に居住する実価100円以上の土地または家屋を有する満25歳以上の男子であり且つ日常の筆算に通ずる者であって、第2条においてはその地位の世襲を認め、第4条においては時宜により取扱人の選出を郡長及び区長に嘱託することが認められた。これにより逓信省は郡長、区長及び戸長へ取扱人採用に係る照会及び委託に応じ適宜処弁するよう求める訓令を行っている。本規定は1901年（明治34年）3月14日に郵便電信受取所にも適用すべく改正された。
郵便受取所取扱人はその身分取扱について官制に特段の定めがなく、したがって郡制（明治32年法律第65号）第6条第7項の官吏に対する被選挙権の制限を受けないという特徴があった。

#### 郵便受取所の廃止
1905年（明治38年）4月1日、郵便電信受取所及び郵便受取所は一部を除いて全部無集配三等郵便局に改定された。ただし三ツ根郵便局（東京府伊豆国八丈島）、中ノ郷郵便局（東京府伊豆国八丈島）及び北村郵便局（東京府母島）においては郵便集配事務を取扱い、湯ヶ原郵便局（神奈川県相模国足柄下郡土肥村）、名柄郵便局（奈良県大和国南葛城郡吐田郷村）、宇田郵便局（青森県陸奥国下北郡大湊村）、弘前富田町郵便局（青森県陸奥国弘前市）、奥野郵便局（青森県陸奥国東津軽郡筒井村）、餘部郵便局（京都府丹後国加佐郡餘部町）、近文郵便局（北海道石狩国上川郡鷹栖村）、北方郵便局（福岡県豊前国企救郡東紫村）、土生郵便局（広島県備後国御調郡土生村）及び三庄郵便局（広島県備後国御調郡三庄村）においては電報配達事務を取扱う。

### 年表
- 1875年（明治8年）
  - 1月 - 東京府新富町2丁目、大阪府下江本町等に郵便受取所を開設する[1]。
  - 2月3日 - 東京府知事へ無集配旧郵便取扱所を郵便受取所と改称する旨布達する[2][7]。
- 1876年（明治9年）4月1日 - 東京府、京都府、大阪府及び堺県の指定した郵便受取所において貯金の取扱を開始する[7][11][12]。
- 1878年（明治11年）2月21日 - 東京府馬喰町三丁目郵便受取所において郵便為替取扱所を開設する[13]。
- 1881年（明治14年）
  - 7月1日 - 郵便受取所は自今郵便局に名称を統一する[14]。
  - 7月12日 - 郵便受取所併設の郵便為替取扱所は為替証書等へは郵便局と記載するよう通達する[15]。
- 1883年（明治16年）
  - 3月1日 - 駅逓区編成法（明治16年2月15日梓規16第7号）を施行する[16]。
  - 4月21日 - 郵便局増減及び昇級並びに改定等の件（明治16年4月21日梓調16第50号）を公示する[19]。
  - 6月1日 - 駅逓出張局処務規定、駅逓出張分局処務規定、郵便局処務規定及び郵便受取所処務規則（明治16年5月8日梓調16第58号）を施行する[17]。
- 1886年（明治19年）
  - 4月22日 - 地方に便宜郵便受取所を置き、貨幣封入郵便を除く郵便物の受付及び郵便切手の売捌をその事務と定め、また別に駅逓貯金預所を置くと定める[21]。
  - 4月28日 - 郵便受取所規定（明治19年逓信省公達第6号）を定める[22]。郵便受取所取扱役を郵便受取所取扱人と改め、服務規則等を定める[58][59][60][62]。
- 1887年（明治20年）4月1日 - 駅逓貯金預所を郵便貯金預所と改める[24]。
- 1888年（明治21年）
  - 5月26日 - 郵便受取所取扱人採用規定（明治21年逓信省訓令第5号）を定め、また郡長、区長及び戸長へ取扱人採用に係る照会及び委託に応じ適宜処弁するよう訓令する[68][69]。
  - 8月1日 - 郵便受取所経費給与規則を定める[63]。
- 1890年（明治23年）7月1日 - 初めて郵便受取所に郵便為替取扱所を設置する[25]。
- 1893年（明治26年）
  - 1月16日 - 初めて郵便受取所において小包の取扱を開始する[27]。
  - 4月12日 - 郵便受取所小包郵便取扱規則（明治26年逓信省公達第226号）を定める[31]。
  - 8月1日 - 郵便受取所郵便為替及貯金取扱ノ件（明治26年逓信省令第13号）及び郵便受取所規定（明治26年逓信省公達第324号）を施行する[26][32]。
- 1897年（明治30年）12月25日 - 郵便受取所において郵便貯金の払渡の取扱を開始する[46]。
- 1899年（明治32年）3月25日 - 郵便受取所において収入印紙の取扱を開始する[52]。
- 1900年（明治33年）10月1日 - 郵便為替規則（明治33年逓信省令第45号）を施行する[47]。
- 1901年（明治34年）
  - 3月16日 - 郵便及電信受取所規定（明治34年逓信省公達第178号）を施行する[3]。
  - 3月28日 - 初めて郵便電信受取所を設置する[55]。
  - 11月18日 - 郵便電信受取所及び郵便受取所においては、電信為替証書及び電信為替通報の別配達を行わないと定める[73]。
- 1902年（明治35年）1月1日 - 同日から当分の間、郵便電信受取所及び郵便受取所においては、外国郵便小包事務の取扱を行わない[74]。
- 1904年（明治37年）5月1日 - 郵便受取所において電信為替の取扱を開始する[57]。
- 1905年（明治38年）4月1日 - 別に掲げる郵便受取所を除き、全国の郵便受取所をすべて無集配三等郵便局に改定する[4]。

### 統計
各年度末における郵便受取所及び郵便電信受取所の設置数は次の通りであった。
| 年度                 | 郵便受取所設置数 | 郵便電信受取所数 |
| -------------------- | ---------------- | ---------------- |
| 1889年（明治22年）度 | 489              |                  |
| 1890年（明治23年）度 | 510              |                  |
| 1891年（明治24年）度 | 545              |                  |
| 1892年（明治25年）度 | 554              |                  |
| 1893年（明治26年）度 | 563              |                  |
| 1894年（明治27年）度 | 535              |                  |
| 1895年（明治28年）度 | 523              |                  |
| 1896年（明治29年）度 | 535              |                  |
| 1897年（明治30年）度 | 540              |                  |
| 1898年（明治31年）度 | 571              |                  |
| 1899年（明治32年）度 | 650              |                  |
| 1900年（明治33年）度 | 888              | 2                |
| 1901年（明治34年）度 | 1,044            | 24               |
| 1902年（明治35年）度 | 1,271            | 82               |
| 1903年（明治36年）度 | 1,583            | 129              |
| 1904年（明治37年）度 | 1,718            | 154              |

## 郵便受取所（清国並びに中華民国）

### 概要
清国における郵便受取所は、当時万国郵便条約に未加盟であった同国において日本が同地における郵便事務を行うべく設置した在外郵便局所の一種であった。最初は1876年（明治9年）9月28日に芝罘、鎮江、漢江、寧波、牛荘、福州、九江及び天津へこれを設置したが、1883年（明治16年）4月1日に廃止された。1889年（明治22年）6月20日に天津、同年8月1日に芝罘に再び設置されたが、いずれも短期日のうちに廃止されている。日清間に郵便仮約定の締結をみた1903年（明治36年）から再び清国各地において設置され、辛亥革命以降も引き続き運用が続いたが、1922年（大正11年）2月1日のワシントン会議における中華民国内における外国郵便官署の撤廃議決を受け、1922年（大正11年）12月31日限りを以て全部廃止された。

### 前史

#### 清国における外国郵便官署の進出

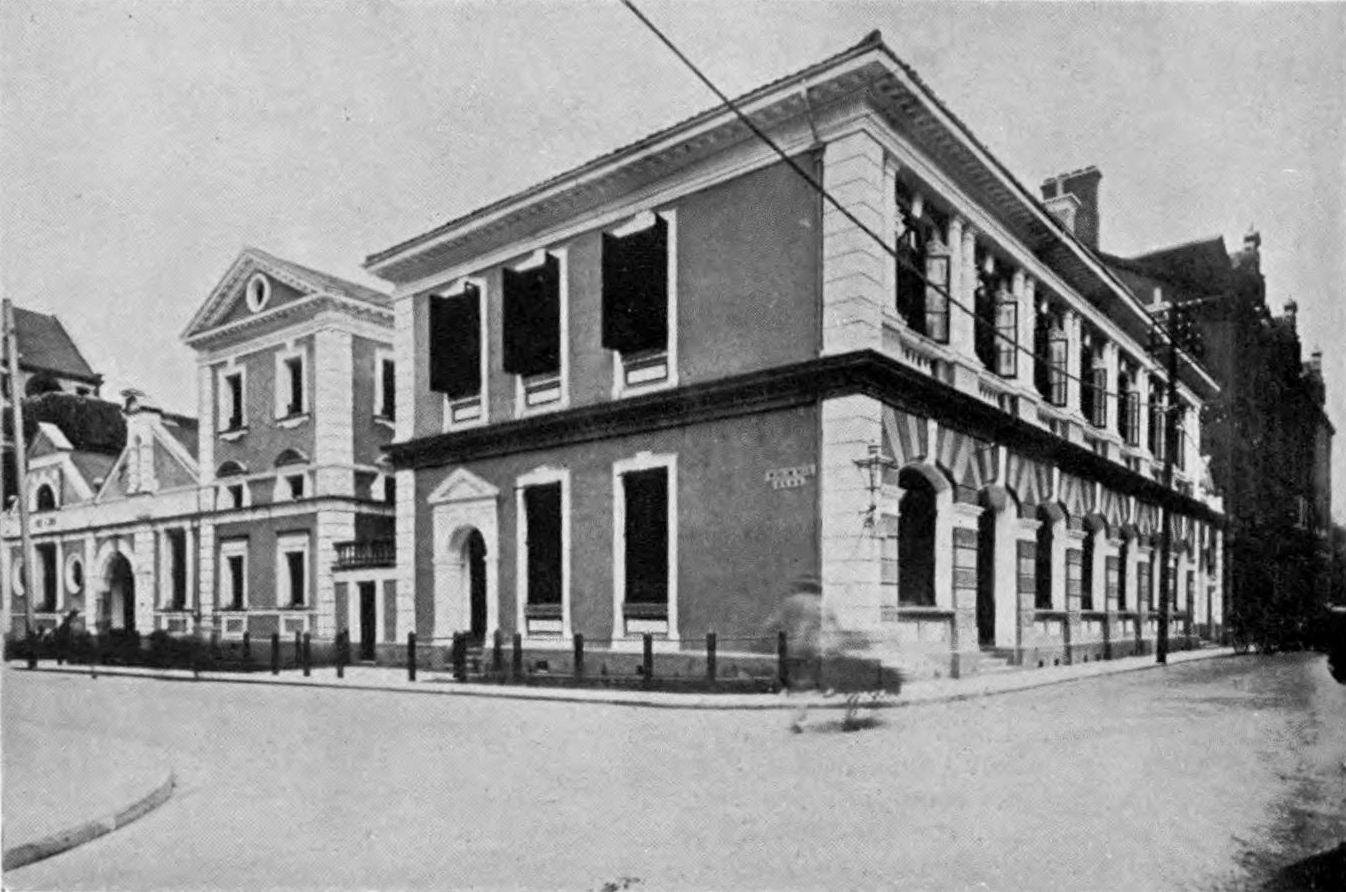
上海の英国郵便局

1842年8月29日（道光22年7月24日・天保13年7月24日）、英清間に南京条約が締結され、上海は同条約により開港地に指定せられ、翌1843年（道光23年・天保14年）に英国領事館附医師であったヘール（Dr.　Hale）が、臨時郵便代弁所（Temporary Postal Agent）を開設し、彼がその所長を兼任した。これが清国における外国郵便局の濫觴であり、爾来列強諸国は通商上の勢力を拡張し、自国通信圏を清国内に延長すべく、各自の政治経済との関係が深い地方において各々その郵便官署を設置するようになった。1860年10月（咸豊10年9月・万延元年9月）の北京条約以降は、フランスが郵便物の取扱を開始し、米国及びドイツ国もこれに続いて、各国共に上海に郵便官署を開設している。このような外国政府によって設置された郵便官署を客郵と称し、清国商人の運営に係る民信局と併存していたのが、当時の清国における状況であった。
この種の在清外国郵便局は、特にその設置権を条約等によって認められたものではなく、単に南京条約第2条等の規定によって清国政府が黙認していたに過ぎなかった。1874年（明治7年）10月9日（同治13年8月29日）には万国郵便条約により万国郵便連合が発足し、条約批准国間における国際郵便交換の体制が確立されたが、清国は同条約に加盟せず、また郵便制度の整備も遅れており、以降も近代的郵便制度の整備されていない国において列強諸国が設置した郵便官署は引き続き運用された。

#### 上海郵便局の開設

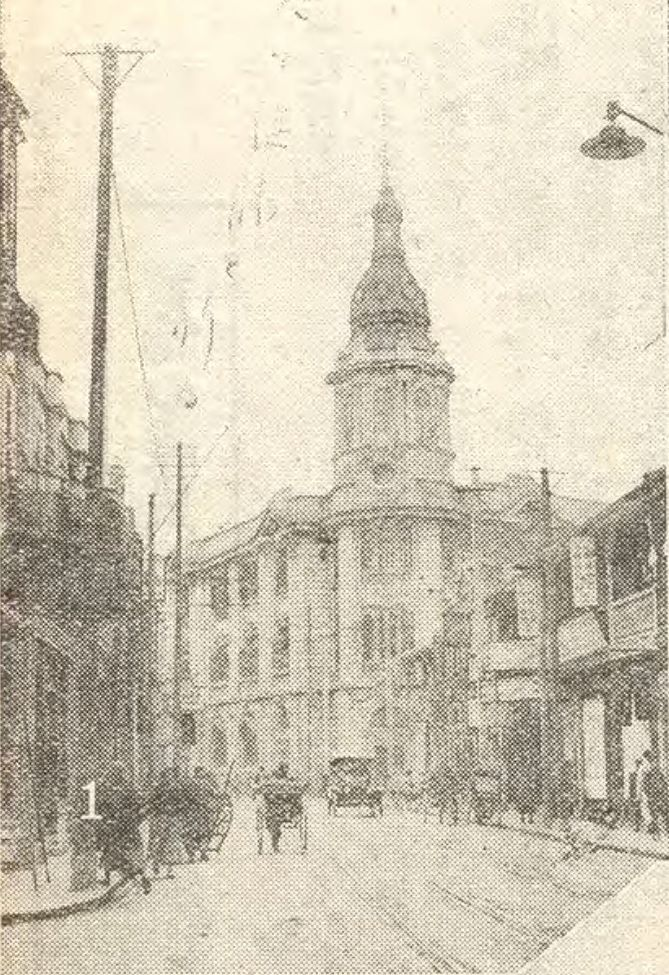
上海の日本郵便局

明治初年、日本郵便物の外国への逓送は、もっぱら外国船、特に米国の太平洋郵便蒸気船会社に委託されていたが、1875年（明治8年）4月、三菱商会へ上海への郵便物逓送を命令し、同社は太平洋郵便蒸気船会社より蒸気船を購入して、上海航路を経営するに至った。しかるに上述のように清国においては近代郵便制度が行われず、上海には各国郵便局が進出して各々自国の郵便切手を用いて逓送を行っていたので、日本も同地に進出するにあたっては自らの郵便局を設置せねばならず、とりあえず同地駐在の領事が領事館において郵便取扱を行っていた。『太政官日誌』によれば、1875年（明治8年）10月29日に「領事品川忠道上海郵便局総括兼務被仰付候条此旨為心得相達候事」として品川忠道へその任務が命ぜられている。日本政府は清国内に郵便局を開設するにあたり、前島密が出張して同国との交渉に当ろうとしたが、当時の上海において逓信業務を司っていた公的機関は上海租界の工部局であり、また清国政府は外国人が同地において郵便局を経営することに対して全然関心がないことが判明したため、上海における郵便局開設が正院において決定された。このような経緯によって下に掲げる明治9年太政官布告第52号の通り、日本にとって初めての在外郵便局が1876年（明治9年）4月15日に清国上海において開設されるに至ったのである。

### 清国における郵便受取所

#### 芝罘、鎮江、漢江、寧波、牛荘、福州、九江及び天津郵便受取所の開設と廃止
1876年（明治9年）9月28日、天津の日本領事館において郵便切手の売捌を開始し、同年10月、芝罘、鎮江、漢江、寧波、牛荘、福州、九江及び天津に郵便受取所を開設した。ただし、開設時期を1877年（明治10年）1月とする研究者もいる。日本が設置した郵便受取所であったが、実際の業務は米国の領事館や貿易商に委託されていた。日下亥太郎は次のように述べている。
しかし、これら郵便受取所は1881年（明治14年）9月28日に廃止が決定された。『太政類典』には次のようにあり、廃止の理由として取扱上の損失と取扱人の不足を挙げている。
駅逓局の年報では万国郵便条約に準拠し難いことを廃止の理由としている。
また、研究者は廃止の理由を「取り扱い数が少なく、受取所を運営しても採算が合わなかったと推測される」としている。
実際の廃止は1883年（明治16年）3月末に行われた。在スイスの万国郵便連合からは1882年（明治15年）7月限りで廃止の旨を諒承されていたが、その後も受取所廃止後の日清間における郵便交換について同国税関総監との協議を行っていたためで、これにより締結された「日本帝国郵便局及清国税関郵政局間郵便物交換規則」により、以降は日本の上海郵便局と清国のいわゆる海関郵政との間で郵便物交換を行うこととされた。清国は当時万国郵便連合に非加盟であったため、駅逓局は次のように公告している。

#### 天津及び芝罘郵便受取所
1889年（明治22年）6月20日、清国天津に郵便受取所を置いたが、同年7月20日に廃止され、ついで同年8月1日より芝罘へ郵便受取所を置いたが、これも同月20日にすぐ廃止された。これら郵便受取所の設置は、日本郵船敦賀丸が長崎 - 仁川 - 北支間航路を開通したにもかかわらず、天津や芝罘との間に郵便線路がなく、また日本の郵便官署もなく、従来のように上海や長崎を経由して郵便物を逓送していては、非常に時間がかかって商機を逸することがあるので、これを実現してほしいと1888年（明治21年）2月28日に仁川の日本領事であった鈴木充美が行った具申を背景としており、上海と朝鮮の間における通信の中継地点たらしめることがその主たる目途であった。それにもかかわらずすぐに廃止されたのは、当初逓信省としては現地の商人へ郵便受取所の運営を委任しようとしていたところ、現地駐在の領事から外国人に委任するのは国家の信頼に関わるとして反対され、領事館がその役目を担うことになったためであった。実際に両郵便受取所の廃止の告示には、これからは「在同港我領事館ニ於テ郵便物受渡事務取扱フ」と明記されている。1892年（明治25年）10月1日からこれを承継して両港に一等郵便局が開設されたが、以降もしばらく領事がその局長を兼任する時期が続いた。

#### 日清郵便仮約定締結以降
日清戦争や北清事変を経て、日本が清国に設置する郵便官署は一層増加して1901年（明治34年）には10局に達したが、いまだ清国との間に郵便物交換に係る公的な条約はなされておらず、逓信省は清韓小包郵便規則（明治33年逓信省令第56号）を定め、両国間における小包郵便交換の方途を立てたが、その範囲はやはり日本が設置する郵便局の所在する都市に限られ、清国当局との取決めがなされたわけではなかった。このような状況下、1900年（明治33年）2月3日にフランスは各国に先駆けて清国と郵便交換協定（Arrangement setting forth the relations established between the Postal Administration of France and the Postal Administration of China）を締結したので、日本もこれにならって協定をなすべく清国との折衝を行った。このようにして1903年（明治36年）5月18日、日清間に郵便仮約定が締結され、北京において調印式が行われた。その第一条第一項には次のようにある。
清国としては日本の郵便官署を撤廃したい意嚮であったが、このように仮約定はその存在を前提とした内容であった。以降、再び清国内において郵便受取所の開設が行われ、1903年（明治36年）4月1日に大冶、同年11月15日に安東、同年12月1日に武昌、1904年（明治37年）2月1日に鎮江、同年10月1日に汕頭、同年11月1日に長沙にこれを設置した。郵便局や郵便受取所の開設は、『官報』上において告示されるのが一般的であったが、清国内に設置する郵便局所は一般に告示を行わずに設置される例が多く、こうした局所はいわゆる秘密局と称せられ、上記の各郵便受取所のうちにおいては大冶郵便受取所等がこれに該当する。当時、清国内における日本の郵便官署は、もっぱら居留民の意を汲んだ領事が逓信省と交渉してこれを要望して設置されており、たとえば大冶郵便受取所の設置は、大冶鉄鉱の日本人による開発と同鉱山にかかる日独間の競争に大いに関係していた。西澤公雄は次のように述べている。
日本国内においては1905年（明治38年）4月1日に郵便受取所を廃止したが、これ以降も清国内においては引き続き郵便受取所の運用は続き、1908年（明治41年）2月10日に蕪湖、同年3月1日に九江、1909年（明治42年）4月16日に牛荘新市街へ新たに郵便受取所を設置している。

#### 日清郵便約定締結以降

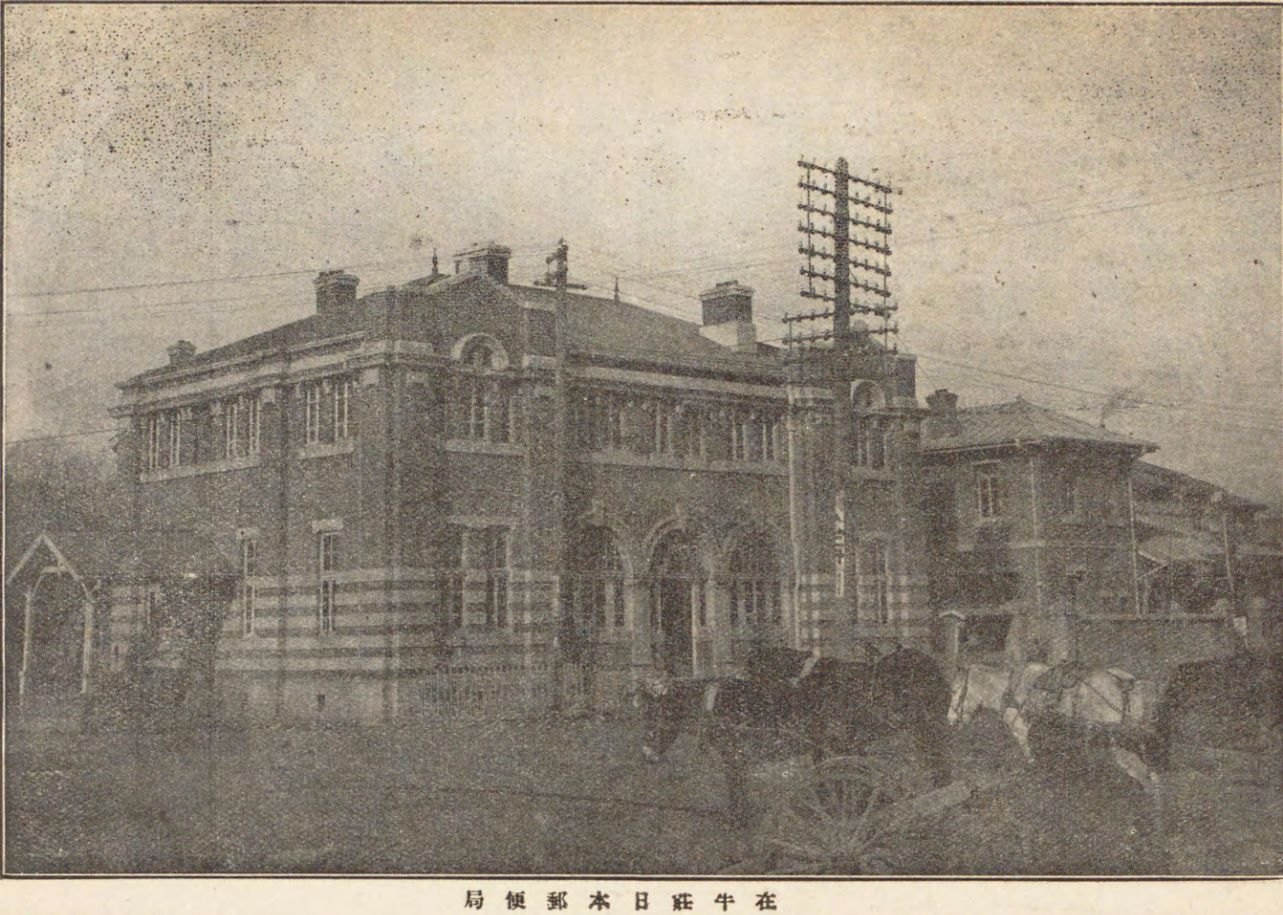
牛荘郵便局

1906年（明治39年）9月、清国は郵伝部を設置して、その下に船政、路政、電政、郵政及び庶務の五司を置き、郵政司が郵便をつかさどる機関となったが、その主班を占めたのはいずれも英国人ロバート・E・ブレドン卿（Sir Robert E. Bredon）や仏国人テオフィル・ピリー（FR:A. Théophile Piry）等の外国人であった。先に日清間において締結された郵便仮約定は簡易な取決めであったが故に、鉄道による逓送の規定を欠くなどの様々な問題を孕んでいたので、再び彼等と正式な約定を交わすべく協議し、1910年（明治43年）2月9日、正文を英文として「日本帝国郵政庁及清帝国郵政庁間ニ設定セル関係ヲ規定スル約定」（Agreement setting forth the relations established between The Imperial Postal Administration of Japan and The Imperial Postal Administration of China）及び「日本帝国郵政庁及清帝国郵政庁間ノ小包郵便物ノ交換ヲ規定スル約定」（Agreement regulating the exchange of postal parcels between The Imperial Postal Administration of Japan and The Imperial Postal Administration of China）を締結し、北京において調印式を行った。これら約定も先の仮約定と同じく清国内における日本の郵便官署の存在を前提とした内容を有しており、同年4月1日からの約定実施に合せて、逓信省は清韓郵便規則（明治43年逓信省令第11号）を制定し、改めて清国に対する郵便は他の外国に対する取扱と違う特殊なものであることを明らかにした。この清韓郵便規則は、韓国併合後の1911年（明治44年）1月1日に日清郵便規則と改称されている。
1907年（明治40年）4月1日、通信官署経費渡切規則施行細則（明治38年逓信省令第30号）を定め、在清国郵便受取所に対しては明治40年逓信省告示第223号別表中第4号表により、同令第1条第8号、すなわち三等局以下事務費または第8号ないし第10号、すなわち三等局以下事務費、三等局以下集配費及び三等局以下逓送費を交付すると定められた。
1911年（明治44年）の辛亥革命勃発によって清国内の国情は不安定となり、同年10月27日から湖南省、湖北省、貴州省及び四川省における小包郵便の逓送が制限され、翌1912年（明治45年）1月31日からは四川省、陝西省及び甘粛省宛の小包郵便の逓送を制限するなど、日本の郵便官署もその影響を受けたが、漸次情勢が落着くに連れて常態に復していった。清国は滅んだが、中華民国はその統治機構を継承して郵便官署を運営しており、日清間に締結されていた約定はそのまま運用されていた。ただし、1913年（大正2年）12月27日に日清郵便規則は日支郵便規則に改名されている。1918年（大正7年）12月3日には上海北四川路郵便受取所を新設した。この郵便受取所は同地居留民増加に対応すべく設置されたが、その設置場所に際しては中華民国側の反発を避けるべく、厳密には上海共同租界外であるが、その延長上に属し租界の施政権の及ぶ北四川路が選定された。1919年（大正8年）4月1日、牛荘郵便局と共に牛荘新市街郵便受取所は逓信省から関東庁へ移管され、逓信省は書類上これを廃止した。

#### 日支郵便交換約定締結に伴う日本郵便官署の撤退
1921年（大正10年）より開催されたいわゆるワシントン会議においては中華民国の主権等の保全を謳う九カ国条約が締結されたが、この会議中には同国に関する種々の問題が論議されており、同国内に設置された外国郵便官署の撤廃問題もその一つであった。折から同国は各国との郵便交換を可能ならしめ、郵政にかかる主権恢復を果たすべく、1914年（大正3年）には万国郵便連合に加盟しており、その撤廃については強く主張するところであった。こうして1922年（大正11年）2月1日の総会において外国郵便官署の撤廃が決議され、租借地並びに特に指定するものを除いて、1923年（大正12年）1月1日までに廃止することと定められた。
これに伴い日本としても南満洲鉄道附属地等にあるものを除いて、すべての郵便官署を撤廃することとなった。先述の通り、日本と中華民国間における郵便交換に関する規定は、日本郵便官署の存在を前提とした日清郵便約定をそのまま運用していたので、1922年（大正11年）11月8日付けを以て「日本帝国及支那共和国間郵便交換ニ関スル約定」を署名調印し、同約定第15条第5号の規定において「千九百十年二月九日北京ニ於テ署名シタル日本帝国郵政庁及清帝国郵政庁間ニ設定セル関係ヲ規定スル約定ハ此ノ約定実施ノ日ヨリ之ヲ廃止ス」と規定した。そしてその実施日は1923年（大正12年）1月1日と定められた。こうして上海郵便局をはじめとする日本の郵便官署は1922年（大正11年）12月31日限りを以て廃止され、上海北四川路郵便受取所、九江郵便受取所、蕪湖郵便受取所及び鎮江郵便受取所における郵便事務は長崎郵便局、郵便為替及び郵便貯金事務は門司郵便局がこれを承継した。

### 年表
- 1876年（明治9年）9月28日 - 芝罘、鎮江、漢江、寧波、牛荘、福州、九江及び天津に郵便受取所を開設する[79]。
- 1881年（明治14年）9月28日 - 芝罘、鎮江、漢江、寧波、牛荘、福州、九江及び天津郵便受取所の廃止を決定する[100]。
- 1883年（明治16年）4月1日 - 芝罘、鎮江、漢江、寧波、牛荘、福州、九江及び天津郵便受取所を廃止する[104]。
- 1888年（明治21年）2月28日 - 鈴木充美が「清国芝罘天津ノ両地ヘ我郵便線路開通ノ義」を建議する[105]。
- 1889年（明治22年）
  - 6月20日 - 天津に郵便受取所を開設する[81]。
  - 7月20日 - 天津郵便受取所を廃止する[82]。
  - 8月1日 - 芝罘に郵便受取所を開設する[83]。
  - 8月20日 - 芝罘郵便受取所を廃止する[84]。
- 1903年（明治36年）
  - 4月1日 - 大冶郵便受取所を開設する[109]。
  - 5月18日 - 日清郵便仮約定の調印式を行う[85]。
  - 11月15日 - 安東郵便受取所を開設する[110]。
  - 12月1日 - 武昌郵便受取所を開設する[112]。
- 1904年（明治37年）
  - 2月1日 - 鎮江郵便受取所を開設する[113]。
  - 2月6日 - 安東郵便受取所を閉鎖する[111]。
  - 10月1日 - 汕頭郵便受取所を開設する[114]。
  - 11月1日 - 長沙郵便受取所を開設する[116]。
- 1905年（明治38年）
  - 2月14日 - 汕頭郵便局を開設し、汕頭郵便受取所を廃止する[115]。
  - 10月16日 - 長沙郵便局を開設し、長沙郵便受取所を廃止する[117]。
- 1907年（明治40年）4月1日 - 在清国郵便受取所に対して通信官署経費渡切規則施行細則によって交付する経費の種類を定める[125]。
- 1908年（明治41年）
  - 2月10日 - 蕪湖郵便受取所を開設する[119]。
  - 3月1日 - 九江郵便受取所を開設する[120]。
- 1909年（明治42年）4月16日 - 牛荘新市街郵便受取所を開設する[121]。
- 1910年（明治43年）
  - 2月9日 - 「日本帝国郵政庁及清帝国郵政庁間ニ設定セル関係ヲ規定スル約定」及び「日本帝国郵政庁及清帝国郵政庁間ノ小包郵便物ノ交換ヲ規定スル約定」の調印式を行う[85][122]。
  - 4月1日 - 「日本帝国郵政庁及清帝国郵政庁間ニ設定セル関係ヲ規定スル約定」及び「日本帝国郵政庁及清帝国郵政庁間ノ小包郵便物ノ交換ヲ規定スル約定」を実施し、清韓郵便規則（明治43年逓信省令第11号）を施行する[122][123]。
- 1911年（明治44年）1月1日 - 清韓郵便規則を日清郵便規則と改称する[124]。
- 1913年（大正2年）12月27日 - 日清郵便規則を日支郵便規則と改称する[130]。
- 1918年（大正7年）12月3日 - 上海北四川路郵便受取所を開設する[131]。
- 1919年（大正8年）4月1日 - 牛荘新市街郵便受取所を関東庁へ移管する[133][134]。
- 1922年（大正11年）
  - 2月1日 - ワシントン会議において在支外国郵便官署の撤廃を決定する[86]。
  - 11月8日 - 「日本帝国及支那共和国間郵便交換ニ関スル約定」に調印し、「日本帝国郵政庁及清帝国郵政庁間ニ設定セル関係ヲ規定スル約定」及び「日本帝国郵政庁及清帝国郵政庁間ノ小包郵便物ノ交換ヲ規定スル約定」の廃止を決定する[136]。
- 1923年（大正12年）1月1日 - 上海北四川路郵便受取所、九江郵便受取所、蕪湖郵便受取所及び鎮江郵便受取所を廃止し、郵便事務は長崎郵便局、郵便為替及び郵便貯金事務は門司郵便局が承継する[87]。

### 統計
各年度末における清国並びに中華民国における郵便受取所設置数は次の通りであった。大冶郵便受取所及び武昌郵便受取所の廃止年月日については不明であるが、1914年（大正3年）3月発行の逓信省編纂『通信区画便覧附録』においては、大冶郵便受取所の記述はあるが、武昌郵便受取所の記述はない。
| 年度               | 郵便受取所設置数 |
| ------------------ | ---------------- |
| 1905年（明治38年） | 3                |
| 1906年（明治39年） | 3                |
| 1907年（明治40年） | 5                |
| 1908年（明治41年） | 5                |
| 1909年（明治42年） | 6                |
| 1910年（明治43年） | 6                |
| 1911年（明治44年） | 6                |
| 1912年（大正元年） | 6                |
| 1913年（大正2年）  | 5                |
| 1914年（大正3年）  | 5                |
| 1915年（大正4年）  | 5                |
| 1916年（大正5年）  | 5                |
| 1917年（大正6年）  | 5                |
| 1918年（大正7年）  | 6                |
| 1919年（大正8年）  | 5                |
| 1920年（大正9年）  | 5                |
| 1921年（大正10年） | 5                |

## 郵便受取所（台湾）

### 概要
台湾における郵便受取所は、1896年（明治29年）9月9日より台湾総督府によって設置された郵便官署の一種であり、当初は官設であった。1899年（明治32年）4月1日からは官設郵便受取所は郵便及電信局の出張所へと移行し、代って請負制による郵便受取所制度が確立された。1903年（明治36年）7月7日からは電信の取扱も行うべく郵便及電信受取所の制度が導入されたが、1907年（明治40年）5月1日に再び郵便受取所へ名称を統一した。その後、1912年（明治45年）1月21日に郵便受取所は廃止されて、全部無集配三等郵便局へ改定された。

### 歴史

#### 台湾における日本郵政の創始

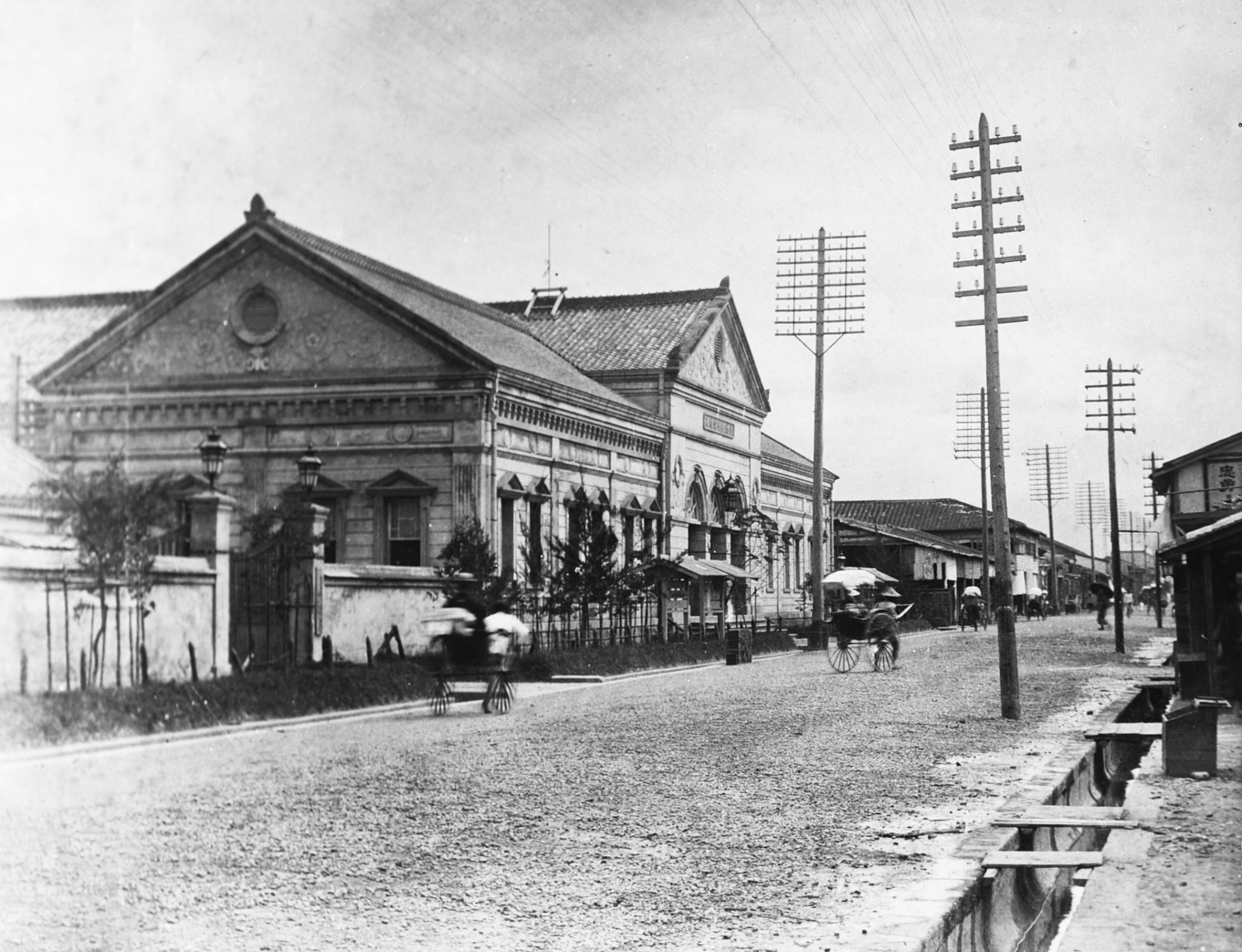
台北郵便局

日清戦争中の1895年（明治28年）3月、澎湖島作戦により澎湖島に上陸した日本帝国陸軍は、同地において野戦郵便局を開設した。続いて同年6月9日、台湾征討のため基隆に上陸した日本帝国陸軍は、元清国基隆庁内電報分局内に野戦郵便局を設置し、爾来台湾各所に野戦郵便局と郵便線路を開設していった。このような経緯により、当初台湾における郵政は、総督府陸軍局に属していたが、1896年（明治29年）4月1日、台湾総督府条例（明治29年勅令第88号）及び台湾総督府郵便及電信局官制（明治29年勅令第95号）を施行し、司法や行政は民政に移り、郵政は総督府民政局通信部の職掌するところとなった。台湾総督府郵便及電信局官制により台北、台中及び台南に一等郵便電信局を置き、同年4月28日に基隆、宜蘭、新竹等の25ヶ所に二等郵便電信局を置くと定めたが、当時の台湾は匪賊の出没が続いて情勢が不安定であり、また総督府も事業を開始したばかりで準備が整っておらず、その運営は困難なものであった。

#### 官設郵便受取所
1896年（明治29年）9月9日、台湾総督府は郵便電信局及び郵便局の管轄区域のうち枢要の場所へ郵便受取所を置くと定めた。台湾総督府が郵便受取所制度を開始したのは、郵便局を設置する必要のある場所へことごとくこれを設置する費用が不足していたためであった。郵便受取所は郵便物の交付及び郵便切手類の売下を管掌し、特に指定する局所にあっては小包郵便物の受付、郵便為替類の受払及び郵便貯金類の預入を取扱うものとされた。同年12月16日には初めて台中県林圮埔に林圮埔郵便受取所を置き、続いて1897年（明治30年）2月1日に台南県蕃薯藔へ蕃薯藔郵便受取所を置き、以降漸次各所にこれを各地へ及ぼしていった。当時の台湾総督府は通信官署の増設に努めていたが予算に余裕がなく、1898年（明治31年）1月1日に金包里郵便電信局等10ヶ所の二等郵便局を廃止してこれを近傍郵便電信局の支局と改め、その浮いた予算を用いて郵便受取所を増置していた。当初はいずれも為替や貯金の取扱を行わなかったが、1898年（明治31年）2月21日より士林郵便受取所（台北県芝蘭一堡士林街）、瑞芳郵便受取所（台北県基隆堡瑞芳）、牛馬頭郵便受取所（台中県大肚上堡牛馬頭街）及び二林郵便受取所（台中県二林下堡二林街）において取扱を開始した。

#### 請負制への移行と取扱事務の変遷
内地の郵便受取所が請負制を採っていたのに対して、当初の台湾における郵便受取所は官設であったが、1899年（明治32年）4月1日より新たに郵便及び電信局の出張所という局種を設け、従来郵便受取所設置の根拠となっていた明治29年台湾総督府令第34号を廃止した。これにより従来設けられていた郵便受取所はこの出張所へと移行し、新たに内地の郵便受取所に関する規定を準用して、請負制の郵便受取所が設置されることとなった。出張所制度は内地において実施されていなかった制度であるが、適当な郵便受取所取扱人を選任し難い地方においてこれを便宜的に設置した。また、この改正によって郵便受取所の管掌する事務は、小包を含む郵便物の受付、郵便切手類の売下及び郵便貯金並びに郵便為替の取扱と定められた。請負制による郵便受取所としては、同年4月1日に台北県艋舺新起街二町目において設置された台北新起街郵便受取所を嚆矢とする。
1900年（明治33年）11月1日、郵便受取所において売下を行う郵便切手類の割引率を買受高に対して百分の七と定めた。当時の内地においては郵便切手類売下規則（明治33年逓信省令第75号）により郵便受取所等による郵便切手類の買受にかかる組合制が採られていたが、台湾においてはこれを当分の内施行しないものとした。1903年（明治36年）7月7日には郵便電信受取所にも本規定を適用すべく改正が行われた。
1901年（明治34年）3月27日にはこれまで郵便受取所において掌理する事務範囲を定めていた明治32年台湾総督府令第20号を廃止し、新たに明治34年台湾総督府令第11号によって郵便受取所における事務を小包、代金引換及び現金取立を含む郵便物の受付、郵便切手類の売下、郵便為替及び郵便貯金の受払及び郵便取立金の払渡と定め、特に規定していない事項については、内地の郵便受取所に係る規定を準用することとした。

#### 郵便電信受取所の設置に伴う電気通信事務の拡大
内地においてはすでに郵便及電信受取所規定（明治34年逓信省公達第178号）を施行して郵便電信受取所の制度を開始していたが、台湾においては1903年（明治36年）7月7日に明治34年台湾総督府令第11号を廃止し、新たに明治36年台湾総督府告示第62号によって郵便及電信受取所における事務範囲を郵便物の受付、郵便為替及び郵便貯金の受払、郵便取立金の払渡及び郵便切手類の売下に加え、電報の受付及び受取所を肩書した電報または留置電報の交付と定めた。ただし電報については従来の郵便受取所においては取扱を行わず、また特に指定する郵便及電信受取所においては郵便や電報の配達事務をも行うこととした。これにより同年8月1日に初めて郵便電信受取所として台北旧街郵便電信受取所（台北庁大加蚋堡艋舺旧街）が設置された。同郵便電信受取所においては、1904年（明治37年）5月1日から代金引換郵便物の交付事務も開始している。
1905年（明治38年）4月25日、明治36年台湾総督府告示第62号等を廃止し、新たに明治38年台湾総督府告示第51号によって郵便及電信受取所の取扱範囲を定めた。明治36年台湾総督府告示第62号においては特に指定した受取所においては配達事務の取扱を行うとしていたが、本告示においてはこの規定を廃止している。また、台北旧街郵便電信受取所及び呉全城郵便受取所（台東庁蓮郷呉全城）においては代金引換郵便物の交付事務を取扱っていたが、これも廃止された。一方で内国及び外国郵便物については無集配三等郵便局の規定を準用することとし、郵便物の留置及び交付事務を取扱うこととなった。

#### 郵便受取所へ名称を統一し電話の取扱を開始
1907年（明治40年）5月1日、台湾における郵便官署の名称を整理し、郵便及電信受取所は自今郵便受取所と名称を統一することとなった。これにより改めて各郵便受取所の名称位置を定めた。また、同日より郵便受取所における取扱事務範囲を拡大し、郵便物の受付、郵便為替及び郵便貯金の受払、郵便取立金の払渡、郵便切手類の売捌、電報の受付及び受取所を肩書した電報または留置電報の交付に加え、新たに電話通信の取扱と呼出通話券の配達の取扱を開始した。ただし電信や電話の取扱を行わない郵便受取所においては、その取扱は行わないとしている。これにより電信及び電話の取扱を行う郵便局所の告示を行い、電信の取扱を行う郵便受取所は台北旧街郵便受取所及び呉全城郵便受取所、電話の取扱を行う郵便受取所は台北旧街郵便受取所、北投郵便受取所（台北庁北投庄）及び新庄郵便受取所（台北庁新庄）と定められた。なお台北旧街郵便受取所、北投郵便受取所及び新庄郵便受取所における電話の取扱は、同日より廃止された台北旧街電話所、北投電話所及び新庄電話所の事務を承継したものであった。同年7月12日、郵便受取所における電話取扱の開始に伴い、台湾特設電話加入規則（明治39年台湾総督府令第44号）に郵便受取所の字句が追加されている。同年10月1日には南靖庄郵便受取所（嘉義庁嘉義西堡南靖庄）において電話交換事務を開始した。

#### 郵便受取所における外国郵便物等の取扱
1902年（明治35年）12月1日からは郵便受取所等においては当分の間、普通郵便物及び代金引換を除く書留郵便物を除き、外国郵便物の取扱を行わないと定めた。1907年（明治40年）10月30日には外国通常為替の取扱を行わないと定め、同年12月24日、改めて郵便受取所においては外国郵便物のうち小包郵便物、価格表記郵便物並びに代金引換書留通常郵便物の取扱を行わない旨を定めている。

#### 郵便受取所の廃止
1912年（明治45年）1月21日、台湾における郵便受取所は全部無集配三等郵便局へ改定された。

### 年表
- 1896年（明治29年）
  - 9月9日 - 郵便電信局及び郵便局の管轄区域のうち枢要の場所へ郵便受取所を置くと定める[141]。
  - 12月16日 - 初めて郵便受取所を台中県林圮埔に置く[155]。
- 1898年（明治31年）2月21日 - 士林郵便受取所等4ヶ所において為替及び貯金の取扱を開始する[161]。
- 1899年（明治32年）4月1日 - 従来の官設郵便受取所を出張所に改め、新たに請負制による郵便受取所の局種を定める[162][143][163]。初めて請負制による郵便受取所として台北新起街郵便受取所を置く[165]。
- 1900年（明治33年）11月1日 - 三等郵便電信局、郵便受取所及び郵便切手類売下所において売下す郵便切手類の割引率を定める[166]。ただし、内地における郵便切手類売下の組合制は台湾において施行しないと定める[167]。
- 1901年（明治34年）3月27日 - 郵便受取所において掌理すべき事務範囲を小包、代金引換及び現金取立を含む郵便物の受付、郵便切手類の売下、郵便為替及び郵便貯金の受払及び郵便取立金の払渡とし、特に規定していない事項については、内地の郵便受取所に係る規定を準用する旨を定める[169]。
- 1902年（明治35年）12月1日 - 郵便受取所等においては当分の間、普通郵便物及び代金引換を除く書留郵便物を除き、外国郵便物の取扱を行わないと定める[182]。
- 1903年（明治36年）
  - 7月7日 - 郵便及電信受取所における事務範囲を郵便物の受付、郵便為替及び郵便貯金の受払、郵便取立金の払渡及び郵便切手類の売下に加え、電報の受付及び受取所を肩書した電報または留置電報の交付と定める[170][145]。
  - 8月1日 - 初めて郵便電信受取所として台北旧街郵便電信受取所を置く[171]。
- 1905年（明治38年）4月25日 - 郵便及電信受取所において掌理すべき事務範囲を改める[173][175]。
- 1907年（明治40年）
  - 5月1日 - 台湾における郵便官署の名称を整理し、郵便及電信受取所は郵便受取所と改称する[146]。また、取扱事務範囲を改める[177]。
  - 10月30日 - 郵便受取所においては外国通常為替の取扱を行わないと定める[183]。
  - 12月24日 - 郵便受取所においては外国郵便物のうち小包郵便物、価格表記郵便物並びに代金引換書留通常郵便物の取扱を行わないと定める[184]。
- 1912年（明治45年）1月21日 - 郵便受取所を廃止し、その全部を無集配三等郵便局へ改定する[147]。

### 統計
各年度末における郵便受取所及び郵便電信受取所設置数は次の通りであった。
| 年度                 | 郵便受取所設置数 |
| -------------------- | ---------------- |
| 1899年（明治32年）度 | 5                |
| 1900年（明治33年）度 | 8                |
| 1901年（明治34年）度 | 9                |
| 1902年（明治35年）度 | 8                |
| 1903年（明治36年）度 | 10               |
| 1904年（明治37年）度 | 12               |
| 1905年（明治38年）度 | 12               |
| 1906年（明治39年）度 | 15               |
| 1907年（明治40年）度 | 19               |
| 1908年（明治41年）度 | 19               |
| 1909年（明治42年）度 | 25               |
| 1910年（明治43年）度 | 22               |

## 郵便受取所（朝鮮）

### 概要
朝鮮国（後に大韓帝国）における郵便受取所は、1899年（明治32年）5月16日から逓信省が設置した在朝鮮郵便官署の一種であった。1902年（明治35年）6月11日には初めての郵便電信受取所が設置されている。1906年（明治39年）1月1日からは従来逓信省が設置していた同国における郵便局所は、統監府が代ってこれを承継した。1907年（明治40年）4月1日に至って郵便及電信受取所は、一部を除き新設の郵便所という種別に改定されて消滅した。

### 沿革

#### 朝鮮における日本郵便局の開設
本項については在朝鮮日本郵便局の項を参照のこと。

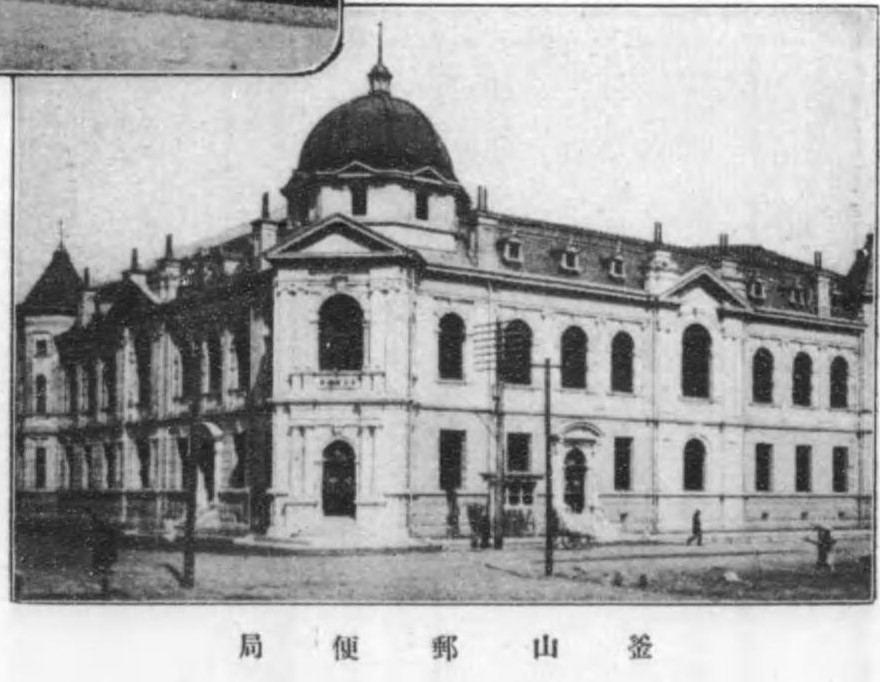
釜山郵便局

日朝修好条規による釜山開港に伴い、同地との間に郵便汽船三菱会社によって郵便航路が開通することとなり、1876年（明治9年）11月10日に日本の経営による釜山郵便局が旧草梁倭館に設置された。なお同年11月22日、同地に対する郵便料金は内地と同額とする旨定められた。『太政類典』に次のようにある。
同じく日清修好条規によって開港することとなった元山には1880年（明治13年）4月14日に郵便局が開設された。同地に対する郵便料金も釜山に同じく内地と同様とされた。いずれの郵便局も同地駐在の領事が郵便事務を兼掌する形を採っていたが、1882年（明治15年）11月24日、あらためて釜山及び元山に加えて開港地となった仁川の領事は郵便事務を兼掌するよう指令がなされた。『公文録』に次のようにあり、この御達按については伺の通り達がなされた。
仁川についてはこののち、1883年（明治16年）12月16日に郵便局が開設されている。なお当初朝鮮における各郵便局は郵便事務のみを取扱っていたが、1880年（明治13年）5月より為替、同年8月より貯金の取扱を開始している。

#### 朝鮮における郵便受取所の開設
このように当初は限られた開港地においてのみ開設されていた朝鮮における日本郵便局は、同国との交通の発展や居留民の増加に伴って漸次増加していき、1888年（明治21年）7月11日に京城へ仁川郵便局の出張所を開設し、日清戦争後の1897年（明治30年）11月15日に木浦、1899年（明治32年）8月1日に鎮南浦、同年11月11日に木浦郵便局の出張所として群山、同年11月16日に釜山郵便電信局の出張所として馬山、1901年（明治34年）3月16日に城津、同年6月1日に平壌へそれぞれ日本郵便局が進出していった。
朝鮮における最初の郵便受取所は、1899年（明治32年）5月16日に開設された龍山郵便受取所であった。当初同受取所においては郵便物の受付とその交付のみを取扱業務としていたが、1900年（明治33年）度の逓信省報告によれば、当時同省が設置していた各郵便官署においては、すでに為替、貯金及び小包等の郵便事務以外の各種業務を取扱わないものは、この龍山郵便受取所のみであった。1902年（明治35年）2月15日に至り同受取所においては小包郵便、郵便為替及び郵便貯金の取扱を開始し、同年6月1日に電話所を併設、同年6月11日より電信の取扱を開始して龍山郵便電信受取所となった。本郵便電信受取所は、1905年（明治38年）度まで朝鮮における唯一の郵便電信受取所であった。
次に設けられたのは、1902年（明治35年）5月18日開設の江景郵便受取所であった。同郵便受取所においては1903年（明治36年）7月1日より配達事務の取扱を開始したが、1905年（明治38年）6月2日に新設の群山郵便局江景出張所にその業務を承継して廃止された。ついで同年12月1日に海州郵便受取所が開設された。同郵便受取所は貯金事務も取扱う郵便受取所として仁川郵便電信局管下に置かれたが、特に当初から配達事務をも管掌する特色を有した。のちに1905年（明治38年）6月4日に至って同受取所は廃止され、新設の仁川郵便局海州出張所にその業務を承継した。同月25日には全州郵便受取所が開設されている。同郵便受取所は江景郵便受取所と同じく1903年（明治36年）7月1日より配達事務の取扱を開始し、1905年（明治38年）6月2日に新設の群山郵便局全州出張所に業務を承継して廃止された。このように1902年（明治35年）中には3ヶ所の郵便受取所の開設をみた。
続いて1903年（明治36年）中には済州島郵便受取所等の9ヶ所、1904年（明治37年）中には鬱陵島郵便受取所等の22ヶ所を設けた。なお右の設置数には巡邏船内に設置された郵便受取所を含んでいる。巡邏船とは朝鮮沿岸各地における離島間を巡廻し、出漁中の漁民の便宜を図ること等を目的として各地の水産会が運航していたもので、この船内において郵便局等の通信機関の存せざる島嶼の住民のために郵便受取所が設けられていたのである。最初に設けられた巡邏船郵便受取所は、1903年（明治36年）7月1日に朝鮮海水産組合馬山支部所属の巡邏船内に開設された馬山巡邏船内郵便受取所であった。ほか1904年（明治37年）中に釜山巡邏船内郵便受取所及び木浦巡邏船内郵便受取所が設けられている。このうち木浦巡邏船内郵便受取所は、朝鮮水産組合木浦支部長の請願によって設置されたもので、その趣旨は次の通りであった。
1905年（明治38年）においては3月31日までに10ヶ所が開設され、以降同年中に稷山金鉱、素砂、烏山、温泉里、屯浦、芙江及び永同の郵便受取所を設置した。

#### 逓信省から統監府への移管
本項については日韓通信業務合同も参照のこと。

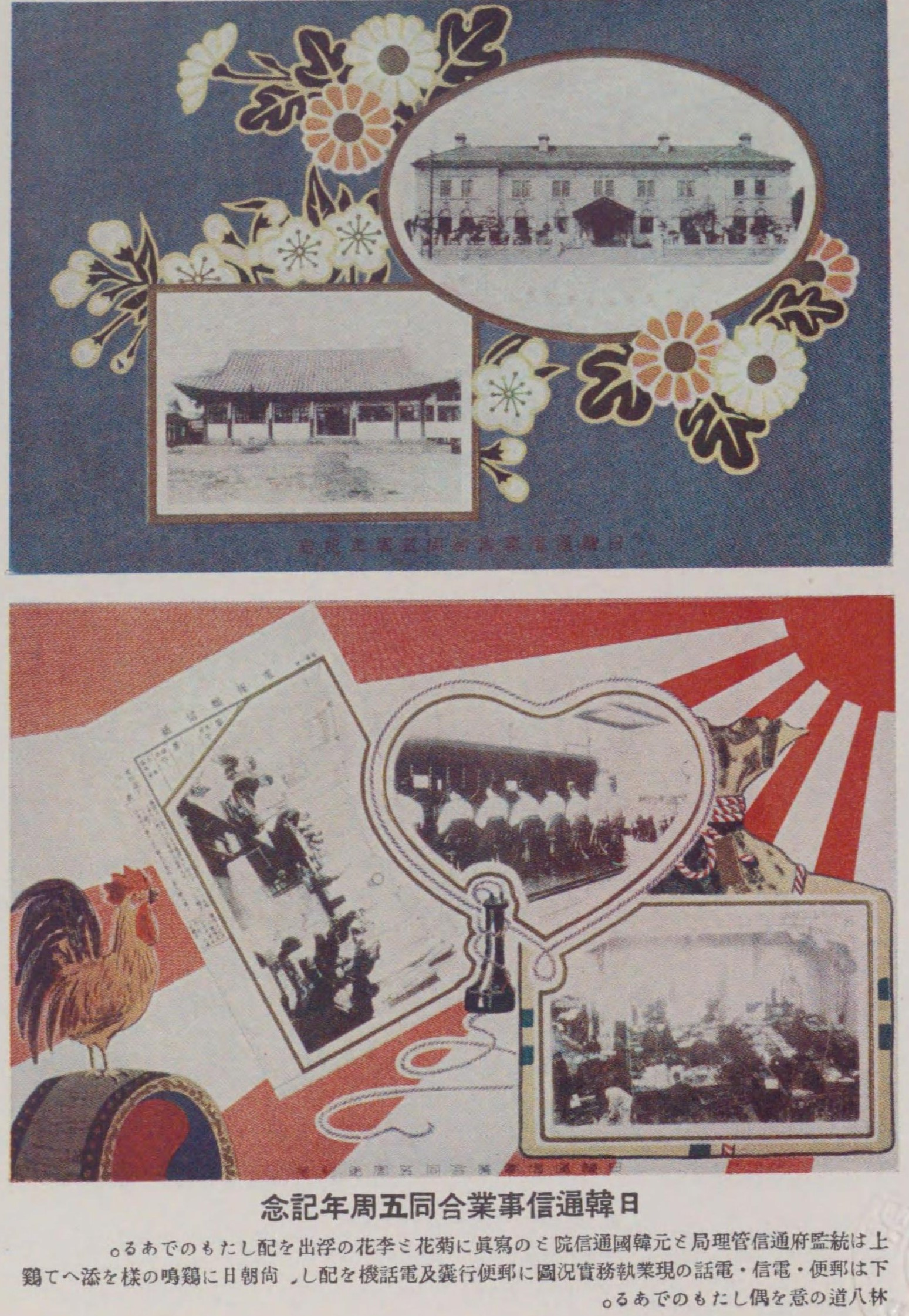
日韓通信事業合同五周年記念絵葉書

1904年（明治37年・光武8年）2月23日、日韓両政府は日韓議定書に調印して、大韓帝国政府は「大日本ヲ確信シ施政ノ改善ニ関シ其ノ忠告ヲ容ルヽ」こととなり、ついで1905年（明治38年・光武9年）4月1日、両政府代表者は韓国通信機関委託ニ関スル取極書に調印、これを締結した。その内容は次の通りであった。
本協約に基づき日本政府は大韓帝国内における逓信事業を管掌することとなり、1906年（明治39年・光武10年）1月1日には統監府通信官署官制（明治38年勅令第268号）を施行して、同国内において同令に基づく通信管理局並びに郵便局等の現業機関を設置することとなった。これにより従来逓信省が同国内において設置していた各郵便局所は、爾後統監府通信官署官制による郵便局所がこれを承継した。
こうして郵便受取所は以降統監府の法令によって経営されることとなり、その経費は明治39年統監府令第3号により通信官署経費渡切規則施行細則（明治38年逓信省令第30号）第1条第8号または第8号ないし第10号の経費を交付すると定められた。また、1906年（明治39年）5月6日以降に新設する郵便受取所においては、別に示すものを除き、全部郵便物集配事務を取扱うとされた。

#### 郵便受取所の廃止
1907年（明治40年）4月1日を以て全部の郵便受取所及び郵便電信受取所は廃止され、その取扱事務は虎島郵便受取所及び茂山郵便電信受取所を除き、新設の局種である郵便所がこれを承継した。郵便受取所が単に通信の受付を以てその本義としていたのに対して、郵便所においては通信事務一般を取扱うことが原則とされ、またその責任者の身分についても郵便受取所においては雇員に準ずる存在であったが、郵便所においては純然たる判任官の資格を有し、事業成績や信頼性を向上させることがこの改正の目途であった。なお虎島郵便受取所は同日より新設の虎島郵便取扱所が、茂山郵便電信受取所は同日より新設の茂山郵便電信取扱所がその事務を承継した。

### 年表
- 1899年（明治32年）5月16日 - 初めて朝鮮に郵便受取所として龍山郵便受取所を置く[186]。
- 1902年（明治35年）6月11日 - 初めて朝鮮に郵便電信受取所として龍山郵便受取所を龍山郵便電信受取所と改める[188]。
- 1903年（明治36年）7月1日 - 初めて巡邏船内郵便受取所として馬山巡邏船内郵便受取所を置く[225]。
- 1904年（明治37年）2月23日 - 日韓議定書が締結される[230]。
- 1905年（明治38年）4月1日 - 韓国通信機関委託ニ関スル取極書が締結される[231]。
- 1906年（明治39年）
  - 1月1日 - 統監府通信官署官制（明治38年勅令第268号）を施行し[234]、朝鮮における郵便官署は逓信省から統監府へ移管される[189]。
  - 4月24日 - 明治39年統監府令第3号により郵便受取所には通信官署経費渡切規則施行細則（明治38年逓信省令第30号）第1条第8号または第8号ないし第10号の経費を交付すると定める[235]。
  - 5月6日 - 同日以降に新設する郵便受取所は、別に示す場合を除き、全部郵便物集配事務を取扱う旨を定める[236]。
- 1907年（明治40年）4月1日 - 郵便受取所及び郵便電信受取所を廃止し、虎島郵便受取所及び茂山郵便電信受取所を除き、新設の郵便所がその事務を承継する[190]。

### 統計
各年度末における郵便受取所及び郵便電信受取所設置数は次の通りであった。
| 年度                 | 郵便受取所設置数 | 郵便電信受取所設置数 |
| -------------------- | ---------------- | -------------------- |
| 1899年（明治32年）度 | 1                | 0                    |
| 1900年（明治33年）度 | 1                | 0                    |
| 1901年（明治34年）度 | 1                | 0                    |
| 1902年（明治35年）度 | 5                | 1                    |
| 1903年（明治36年）度 | 16               | 1                    |
| 1904年（明治37年）度 | 44               | 1                    |
| 1905年（明治38年）度 | 48               | 1                    |
| 1906年（明治39年）度 | 54               | 17                   |

## 脚註
1. 1 2 3 4  大蔵省駅逓寮編、『明治九年二月 廃版類聚 下 駅逓寮之部』（郵便月報明治8年1月13頁）、1876年（明治9年）12月、大蔵省駅逓寮
2. 1 2 3 4 5 6 7 8 9 10  浅見啓明、「明治期の局種と取扱変遷について」、『郵便史研究』第4号所収（1から11頁）、1997年（平成9年）2月、郵便史研究会
3. 1 2 3 4 5  田山宗尭編、『逓信法規提要 第四巻 庶務編』（249より250頁）、1903年（明治36年）7月、警眼社

あ
4. 1 2 3 4  明治38年逓信省告示第123号（『官報』、1905年（明治38年）3月24日）
5. ↑  郵政省編、『郵政百年史資料編 第十巻』（85頁）、1969年（昭和44年）3月、吉川弘文館
6. ↑  田原啓祐、「戦前期三等郵便局の経営実態――滋賀県山上郵便局の事例より――」、『郵政資料館研究紀要』第1号、2009年（平成21年）、日本郵政郵政資料館
7. 1 2 3 4 5 6  関口文雄、「郵便受取所について」、『郵便史研究』第5号所収（1から14頁）、1998年（平成10年）2月、郵便史研究会
8. ↑  郵政省編、『郵政百年史』（178頁）、1971年（昭和46年）3月、逓信協会
9. ↑  大蔵省駅逓寮編、『明治九年二月 廃版類聚 下 駅逓寮之部』（郵便月報明治8年2月10頁）、1876年（明治9年）12月、大蔵省駅逓寮
10. ↑  郵政省編、『続 逓信事業史 第一巻 総説』（241頁）、1963年（昭和38年）1月、前島会
11. 1 2  明治9年東京府布告第50号（船橋亥十郎編、『布告提要 外篇二篇之一』（東京府30頁）、岩本忠蔵）
12. 1 2  駅逓局篇、『駅逓局類聚摘要録』（823頁）、1885年（明治18年）1月
13. 1 2  明治11年2月換第100号（郵政省篇、『郵政百年史資料 第十巻』（184頁）、1969年（昭和44年）3月、吉川弘文館）
14. 1 2 3  郵政省編、『郵政百年史年表』（24頁）、1967年（昭和42年）2月、吉川弘文館
15. 1 2  明治14年7月12日梓替180号（郵政省篇、『郵政百年史資料 第十巻』（408頁）、1969年（昭和44年）3月、吉川弘文館）
16. 1 2  梓規16第7号（郵政省篇、『郵政百年史資料 第十巻』（480から481頁）、1969年（昭和44年）3月、吉川弘文館）
17. 1 2  梓調16第58号（郵政省篇、『郵政百年史資料 第十巻』（503から504頁）、1969年（昭和44年）3月、吉川弘文館）
18. ↑  駅逓局篇、『駅逓局類聚摘要録』（123頁）、1885年（明治18年）1月
19. 1 2  梓調16第50号（郵政省篇、『郵政百年史資料 第十巻』（499頁）、1969年（昭和44年）3月、吉川弘文館
20. ↑  郵政省編、『郵政百年史資料 第二十三巻』（164頁）、1971年（昭和46年）3月、吉川弘文館
21. 1 2 3  明治19年逓信省令第6号（『官報』、1886年（明治19年）4月22日）
22. 1 2 3 4  駅逓局編、『現行駅逓法令類聚 下篇』（113頁）、1886年（明治19年）10月、駅逓局第一部庶務課
23. ↑  駅逓局編、『現行駅逓法令類聚 下篇』（114頁）、1886年（明治19年）10月、駅逓局第一部庶務課
24. 1 2  明治20年逓信省告示第62号（『官報』、1887年（明治20年）4月1日）
25. 1 2  明治23年逓信省告示第115号（『官報』、1890年（明治23年）6月25日）
26. 1 2 3  明治26年逓信省公達第324号（逓信省編、『逓信公報令達類編 第七』（513から514頁）、1894年（明治27年）3月、逓信省
27. 1 2  明治25年逓信省告示第308号（『官報』、1892年（明治25年）12月28日）
28. ↑  明治26年逓信省告示第100号（『官報』、1893年（明治26年）3月25日）
29. ↑  明治26年逓信省告示第126号（『官報』、1893年（明治26年）4月22日）
30. ↑  明治26年逓信省告示第179号（『官報』、1893年（明治26年）6月29日）
31. 1 2  神津貞造編、『現行郵便電信法令全書 第五巻』（223頁から257頁）、1893年（明治26年）9月、交通学館
32. 1 2  明治26年逓信省令第13号（『官報』、1893年（明治26年）7月21日）
33. ↑  明治26年逓信省告示第207号（『官報』、1893年（明治26年）8月18日）
34. ↑  明治27年逓信省告示第16号（『官報』、1894年（明治27年）1月24日）
35. ↑  明治27年逓信省告示第182号（『官報』、1894年（明治27年）9月15日）
36. ↑  明治27年逓信省告示第246号（『官報』、1894年（明治27年）12月20日）
37. ↑  明治29年逓信省告示第22号（『官報』、1896年（明治29年）2月5日）
38. ↑  明治29年逓信省告示第81号（『官報』、1896年（明治29年）4月22日）
39. ↑  明治29年逓信省告示第124号（『官報』、1896年（明治29年）6月22日）
40. ↑  明治29年逓信省告示第187号（『官報』、1896年（明治29年）10月1日）
41. ↑  明治30年逓信省告示第114号（『官報』、1897年（明治30年）4月20日）
42. ↑  明治30年逓信省告示第147号（『官報』、1897年（明治30年）6月8日）
43. ↑  明治31年逓信省告示第151号（『官報』、1898年（明治31年）6月11日）
44. ↑  明治31年逓信省告示第181号（『官報』、1898年（明治31年）7月20日）
45. ↑  明治31年逓信省告示第281号（『官報』、1898年（明治31年）10月24日）
46. 1 2  明治30年逓信省令第36号及び明治30年逓信省告示第377号（『官報』、1897年（明治30年）12月16日）
47. 1 2  明治33年逓信省令第45号（『官報』、1900年（明治33年）9月1日）
48. ↑  明治33年逓信省告示第352号（『官報』、1900年（明治33年）9月15日）
49. ↑  明治31年勅令第140号（『官報』、1898年（明治31年）7月15日）
50. ↑  明治31年大蔵省令第12号（『官報』、1898年（明治31年）7月28日）
51. ↑  明治32年勅令第50号（『官報』、1899年（明治32年）3月10日）
52. 1 2  明治32年逓信省告示第98号（『官報』、1899年（明治32年）3月25日）
53. ↑  明治32年逓信省令第11号（『官報』、1899年（明治32年）3月25日）
54. 1 2  明治33年逓信省令第75号（『官報』、1900年（明治33年）9月29日）
55. 1 2  明治38年逓信省告示第164号（『官報』、1905年（明治38年）3月27日）
56. 1 2  明治34年逓信省令第9号及び明治34年逓信省令第10号並びに明治34年逓信省訓令第2号（『官報』、1901年（明治34年）3月14日）
57. 1 2  明治37年逓信省告示第260号（『官報』、1904年（明治37年）4月12日）
58. 1 2  明治19年逓信省公達第9号（駅逓局編、『現行駅逓法令類聚 下篇』（115頁）、1886年（明治19年）10月、駅逓局第一部庶務課）
59. 1 2  明治19年逓信省公達第12号（駅逓局編、『現行駅逓法令類聚 下篇』（117頁）、1886年（明治19年）10月、駅逓局第一部庶務課）
60. 1 2  明治19年逓信省公達第69号（逓信省内信局編、『現行郵便法規類聚』（455頁）、1889年（明治22年）6月、逓信省内信局）
61. 1 2  郵政省編、『続 逓信事業史 第一巻 総説』（242から243頁）、1963年（昭和38年）1月、前島会
62. 1 2  明治19年逓信省公達第13号（駅逓局編、『現行駅逓法令類聚 下篇』（117から125頁）、1886年（明治19年）10月、駅逓局第一部庶務課）
63. 1 2  明治21年公達第175号（逓信省内信局編、『現行郵便法規類聚』（390から399頁）、1889年（明治22年）6月、逓信省内信局）
64. 1 2 3  逓信省編、『逓信公報令達類篇 第七』（497から498頁）、1894年（明治27年）3月、逓信省
65. 1 2  逓信省編、『逓信公報令達類篇 第十一』（696から698頁）、1899年（明治32年）2月、逓信省
66. 1 2  逓信省編、『逓信公報令達類篇 第十四ノ上』（529から531頁）、1900年（明治33年）12月、逓信省
67. ↑  逓信省編、『逓信公報令達類篇 第十五ノ上』（224から228頁）、1901年（明治34年）6月、逓信省
68. 1 2 3  明治21年逓信省訓令第5号（『官報』、1888年（明治21年）5月26日）
69. 1 2  明治21年逓信省訓令第6号（『官報』、1888年（明治21年）5月26日）
70. ↑  『自治機関』第53号（20頁）、1904年（明治37年）6月、自治館
71. ↑  なお同局は1929年（昭和4年）5月21日より三根郵便局と改称した（昭和4年逓信省告示第1508号）
72. ↑  同局は大湊要港郵便局、宇田郵便局、大湊宇曽利川郵便局と度々改称せられ、1975年（昭和50年）7月28日にむつ桜木町郵便局と改称された（『郵便貯金』第29巻第1号通巻334号（49から50頁）、1979年（昭和54年）1月、郵便貯金振興会）
73. ↑  明治34年逓信省告示第462号（『官報』、1901年（明治34年）11月18日）
74. ↑  明治34年逓信省告示第453号（『官報』、1901年（明治34年）11月13日）
75. ↑  逓信省通信局編、『明治三十一年度 通信統計要覧』（11から13頁）、1899年（明治32年）11月、逓信省
76. ↑  逓信省通信局編、『明治三十二年度 通信統計要覧』（19から20頁）、1900年（明治33年）12月、逓信省
77. ↑  逓信省通信局編、『明治三十七年度 通信統計要覧』（27頁）、1906年（明治39年）1月、逓信省
78. 1 2  郵政省編、『郵政百年史』（123頁）、1971年（昭和46年）3月、逓信協会
79. 1 2 3  山口修編、『郵便百科年表』（24頁）、1987年（昭和62年）4月、ぎょうせい
80. 1 2 3 4 5 6 7 8 9 10 11  望月みわ、「明治期における在清日本郵便局の展開――対清通信利権をめぐる逓信省の積極化――」、『史学雑誌』第131巻第9号所収（1439頁から1464頁）、2022年（令和4年）9月、史学会
81. 1 2 3  明治22年逓信省告示第126号（『官報』、1889年（明治22年）5月24日）
82. 1 2 3  明治22年逓信省告示第135号（『官報』、1889年（明治22年）6月22日）
83. 1 2 3 4  明治22年逓信省告示第137号（『官報』、1889年（明治22年）6月27日）
84. 1 2 3 4  明治22年逓信省告示第159号（『官報』、1889年（明治22年）8月12日）
85. 1 2 3 4 5 6 7 8 9  山口修、「日清郵便約定の成立（上）」、『聖心女子大学論叢』第55号所収（5から51頁）、1980年（昭和55年）6月、聖心女子大学
86. 1 2 3 4 5 6  山口修、『外国郵便の一世紀』（156から157頁）、1979年（昭和54年）3月、国際通信文化協会
87. 1 2 3  大正12年逓信省告示第1号（『官報』、1923年（大正12年）1月1日）
88. 1 2 3 4  東亜研究所第一調査委員会編、『資料甲第十九号C 諸外国の対支政策 中巻』（758から759頁）、1943年（昭和18年）3月、東亜研究所
89. ↑  麦力開・色力木、「中国郵政事業の近代史と課題」、『現代社会研究科論集 京都女子大学大学院現代社会研究科博士後期課程研究紀要』第3号所収（83から98頁）、2009年（平成21年）3月、京都女子大学
90. ↑  東亜研究所第一調査委員会編、『資料甲第十九号C 諸外国の対支政策 中巻』（760頁）、1943年（昭和18年）3月、東亜研究所
91. 1 2  郵政省編、『郵政百年史年表』（18頁）、1967年（昭和42年）2月、吉川弘文館
92. ↑  太政官日誌明治8年第133号（2頁）
93. ↑  郵政省編、『郵政百年史資料 第一巻』（345頁）、1970年（昭和45年）3月、吉川弘文館
94. ↑  高橋善八、『お雇い外国人 7 通信』（112から113頁）、1969年（昭和44年）3月、鹿島研究所出版会
95. 1 2  郵政省編、『郵政百年史』（124頁）、1971年（昭和46年）3月、逓信協会
96. ↑  明治9年太政官布告第52号（『明治九年 法令全書』（43頁）、1890年（明治23年）3月、内閣官報局）
97. ↑  郵政省編、『郵政百年史資料 第一巻』（349頁）、1970年（昭和45年）3月、吉川弘文館
98. 1 2  水原明窓、「中国においた日本郵便局」、『在中国日本郵便100年』所収（209から216頁）、1976年（昭和51年）11月、日本郵趣出版
99. ↑  日下亥太郎、「支那に於ける帝国郵便の偉績」、『逓信協会雑誌』第230号所収（68から77頁）、1927年（昭和2年）10月、逓信協会
100. 1 2  郵政省編、『郵政百年史資料 第一巻』（391頁）、1970年（昭和45年）3月、吉川弘文館
101. ↑  郵政省編、『郵政百年史資料 第一巻』（391頁）、1970年（昭和45年）3月、吉川弘文館
102. ↑  駅逓局編、『駅逓局第十一次年報 明治十四年七月一日ヨリ同十五年六月三十日ニ畢ル』（12頁）、1883年（明治16年）3月、駅逓局
103. ↑  「９．清国芝罘鎮江等八ヶ所我邦郵便受取所閉鎮清国税関郵政局ト郵便物交換定約一件」JACAR（アジア歴史資料センター）Ref.B12081146600、郵便事務関係雑件　第一巻（3.6.10.1_001）（外務省外交史料館）
104. 1 2  郵政省編、『郵政百年史資料編 第十巻』（486から487頁）、1969年（昭和44年）3月、吉川弘文館
105. 1 2  「１１．清国芝罘天津ノ両地ヘ我郵便線路開通ノ義在仁川領事具申ノ件　同二十一年」JACAR（アジア歴史資料センター）Ref.B12081149100、郵便事務関係雑件　第二巻（3.6.10.1_002）（外務省外交史料館）
106. ↑  明治25年逓信省告示第165号（『官報』、1892年（明治25年）7月15日）
107. ↑  明治33年逓信省令第56号（『官報』、1900年（明治33年）9月11日）
108. ↑  外務省条約局編、『日支間並支那ニ関スル日本及他国間ノ条約』（256から258頁）、1923年（大正12年）3月、外務省条約局
109. 1 2  明治36年逓信省公達第336号（『明治三十六年自一月至六月 逓信公報令達類篇 第十七ノ上』（605頁）、1903年（明治36年）12月、逓信省）
110. 1 2  明治36年公達第796号（『明治三十六年自七月至十二月 逓信公報令達類篇 第十七ノ下』（374頁）、1904年（明治37年）3月、逓信省）
111. 1 2  なお安東郵便受取所は、日露戦争の開戦によって運営が困難となったので、1904年（明治37年）2月6日に閉鎖された（明治37年逓信省公達第216号（『明治三十七年自一月至六月 逓信公報令達類篇 第十八ノ上』（（647頁）、1905年（明治38年）5月、逓信省）及び『官報』第6572号（（1155頁）、1905年（明治38年）5月30日））
112. 1 2  明治36年公達第798号（『明治三十六年自七月至十二月 逓信公報令達類篇 第十七ノ下』（374頁）、1904年（明治37年）3月、逓信省）
113. 1 2  明治37年逓信省告示第46号（『官報』、1904年（明治37年）1月21日）
114. 1 2  明治37年逓信省告示第425号（『官報』、1904年（明治37年）9月28日）
115. 1 2  なお汕頭郵便受取所は、1905年（明治38年）2月13日限り廃止され、以降は同日より開設された汕頭郵便局にその事務を承継した（明治38年逓信省告示第49号及び第50号、『官報』、1905年（明治38年）2月13日）
116. 1 2  明治38年公達第675号（『明治三十七年自七月至十二月 逓信公報令達類篇 第十八ノ下』（281頁）、1905年（明治38年）3月、逓信省）
117. 1 2  長沙郵便受取所は、1905年（明治38年）10月16日に廃止され、新たに設置された長沙郵便局にその事務を承継した（明治38年逓信省告示第541号及び542号、『官報』、1905年（明治38年）10月16日）
118. 1 2  西澤公雄、「在支三十年（乾）」、『日本及日本人』大正15年9月15日号（第107号）所収（65から69頁）所収、1926年（大正15年）9月、政教社
119. 1 2  明治41年逓信省告示第111号（『官報』、1908年（明治41年）2月8日）
120. 1 2  明治41年逓信省告示第193号（『官報』、1908年（明治41年）3月1日）
121. 1 2  明治42年逓信省告示第450号（『官報』、1909年（明治42年）4月10日）
122. 1 2 3 4 5 6  山口修、「日清郵便約定の成立 （下）」、『聖心女子大学論叢』第56号所収（39から89頁）、1980年（昭和55年）12月、聖心女子大学
123. 1 2  明治43年逓信省令第11号（『官報』、1910年（明治43年）3月28日）
124. 1 2  明治43年逓信省令第111号（『官報』、1910年（明治43年）12月10日）
125. 1 2  明治40年逓信省告示第223号（『官報』、1907年（明治40年）4月1日）
126. ↑  明治44年逓信省告示第1242号（『官報』、1911年（明治44年）10月27日）
127. ↑  明治45年逓信省告示第76号（『官報』、1912年（明治45年）1月31日）
128. ↑  明治45年逓信省告示第234号（『官報』、1912年（明治45年）3月13日）
129. ↑  明治45年逓信省告示第633号（『官報』、1912年（明治45年）6月29日）
130. 1 2  大正2年逓信省令第105号（『官報』、1913年（大正2年）12月27日）
131. 1 2  大正7年逓信省告示第1464号（『官報』、1918年（大正7年）12月3日）
132. ↑  森勝彦、「上海越界路空間の不管地性」、『国際文化学部論集』第15巻第3号所収（219から239頁）、2014年（平成26年）12月、鹿児島国際大学
133. 1 2  大正8年逓信省告示第415号（『官報』、1919年（大正8年）3月31日）
134. 1 2  外務省通商局編、『満洲事情 第四輯（第二回）牛荘』（170頁）、1921年（大正10年）8月、外務省
135. ↑  牧野寶一、「外郵三年」、『逓信協会雑誌』第226号所収（78から88頁）、1927年（昭和2年）6月、逓信協会
136. 1 2  大正12年外務省告示第1号（『官報』、1923年（大正12年）1月1日）
137. ↑  大正12年外務省告示第2号（『官報』、1923年（大正12年）1月1日）
138. ↑  逓信省統計局編、『大正二年度 通信統計要覧』（16頁）、1914年（大正3年）12月、逓信省統計局
139. ↑  逓信省通信局編、『大正十二年度 通信統計要覧』（15頁）、1925年（大正14年）2月、逓信省通信局
140. ↑  逓信省通信局編、『通信区画便覧附録』（146ノ1頁）、1914年（大正3年）3月、逓信省通信局
141. 1 2 3 4  明治29年台湾総督府令第34号（『官報』、1896年（明治29年）9月25日）
142. 1 2 3  浅見啓明、『たて書丸一印の分類』（54頁）、1977年（昭和52年）7月、日本郵趣出版
143. 1 2 3  明治32年台湾総督府告示第33号及び第34号（『官報』、1899年（明治32年）4月8日）
144. 1 2  台湾総督府交通局逓信部編、『逓信志 通信編』（285から286頁）、1928年（昭和3年）9月、台湾総督府交通局逓信部
145. 1 2 3 4  明治36年台湾総督府告示第62号（『官報』、1903年（明治36年）7月16日）
146. 1 2 3  明治40年台湾総督府令第27号及び明治40年台湾総督府告示第59号（『官報』、1907年（明治40年）5月13日）
147. 1 2 3  明治44年台湾総督府告示第190号（『官報』、1911年（明治44年）12月6日）
148. ↑  台湾総督府交通局逓信部編、『逓信志 通信編』（7頁）、1928年（昭和3年）9月、台湾総督府交通局逓信部
149. 1 2  台湾総督府交通局逓信部編、『逓信志 通信編』（7から12頁）、1928年（昭和3年）9月、台湾総督府交通局逓信部
150. 1 2  明治29年勅令第88号及び明治29年勅令第95号（『官報』、1896年（明治29年）3月31日）
151. 1 2  郵政省大臣官房秘書課広報室編、『続逓信事業史資料拾遺第1集 旧外地における逓信事情』（1頁）、1964年（昭和39年）3月、郵政省
152. ↑  明治29年台湾総督府令第2号（『官報』、1896年（明治29年）4月28日）
153. ↑  台湾総督府交通局逓信部編、『逓信志 通信編』（23頁）、1928年（昭和3年）9月、台湾総督府交通局逓信部
154. ↑  台湾総督府交通局逓信部編、『逓信志 通信編』（23から24頁）、1928年（昭和3年）9月、台湾総督府交通局逓信部
155. 1 2  明治29年台湾総督府告示第36号（『官報』、1897年（明治30年）1月4日）
156. ↑  明治30年台湾総督府告示第2号（『官報』、1897年（明治30年）1月28日）
157. ↑  明治30年台湾総督府告示第61号及び第62号（『官報』、1898年（明治31年）1月4日）
158. ↑  台湾総督府民政部通信局編、『台湾総督府通信要覧』（20頁）、1907年（明治40年）3月、台湾総督府民政部通信局
159. 1 2 3  1897年（明治30年）10月1日開設（明治30年台湾総督府告示第56号）
160. ↑  1898年（明治31年）1月21日開設（明治31年台湾総督府告示第1号）
161. 1 2  明治31年台湾総督府告示第9号（『官報』、1898年（明治31年）3月15日）
162. 1 2  明治32年台湾総督府令第20号（『官報』、1899年（明治32年）4月8日）
163. 1 2 3  明治32年台湾総督府令第21号（『官報』、1899年（明治32年）4月8日）
164. ↑  台湾総督府交通局逓信部編、『逓信志 通信編』（26から27頁）、1928年（昭和3年）9月、台湾総督府交通局逓信部
165. 1 2  明治32年台湾総督府告示第36号（『官報』、1899年（明治32年）4月8日）
166. 1 2  明治33年台湾総督府令第97号（『官報』、1900年（明治33年）10月31日）
167. 1 2  明治33年台湾総督府令第98号（『官報』、1900年（明治33年）10月31日）
168. ↑  明治36年台湾総督府令第50号（『官報』、1903年（明治36年）7月16日）
169. 1 2  明治34年台湾総督府令第11号（『官報』、1901年（明治34年）4月8日）
170. 1 2  明治36年台湾総督府令第49号（『官報』、1903年（明治36年）7月16日）
171. 1 2  明治36年台湾総督府告示第76号（『官報』、1903年（明治36年）8月5日）
172. 1 2  明治37年台湾総督府告示第64号（『官報』、1904年（明治37年）4月29日）
173. 1 2 3 4  明治38年台湾総督府告示第51号（『官報』、1905年（明治38年）5月2日）
174. ↑  明治37年台湾総督府告示第135号（『官報』、1904年（明治37年）11月16日）
175. 1 2  『官報』（798頁）、1907年（明治40年）4月26日
176. ↑  明治40年台湾総督府告示第65号（『官報』、1907年（明治40年）5月13日）
177. 1 2 3  明治40年台湾総督府告示第69号（『官報』、1907年（明治40年）5月14日）
178. ↑  明治40年台湾総督府告示第70号及び第71号（『官報』、1907年（明治40年）5月14日）
179. ↑  明治40年台湾総督府告示第72号（『官報』、1907年（明治40年）5月14日）
180. ↑  明治40年台湾総督府令第53号（『官報』、1907年（明治40年）7月23日）
181. ↑  明治40年台湾総督府告示第140号（『官報』、1907年（明治40年）10月7日）
182. 1 2  明治35年台湾総督府告示第147号（『官報』、1902年（明治35年）11月25日）
183. 1 2  明治40年台湾総督府告示第161号（『官報』、1907年（明治40年）11月7日）
184. 1 2  明治40年台湾総督府告示第186号（『官報』、1908年（明治41年）1月7日）
185. ↑  台湾総督府編、『台湾統計要覧』（326頁）、1912年（明治45年）3月、台湾総督府
186. 1 2 3 4  明治32年逓信省公達第265号（『逓信公報令達類篇 第十三』（856頁）、1900年（明治33年）6月、逓信省）
187. 1 2 3 4 5 6 7 8  統監府通信管理局編、『統監府通信事業第一回報告』（22頁）、1906年（明治39年）12月、統監府通信管理局
188. 1 2 3  明治35年逓信省公達第361号（『逓信公報令達類篇 第十六ノ上』（926頁）、1903年（明治36年）3月、逓信省）
189. 1 2 3  明治39年逓信省告示第9号（『官報』、1906年（明治39年）1月10日）
190. 1 2 3  明治40年統監府告示第30号及び第31号（『官報』、1907年（明治40年）3月12日）
191. ↑  郵政省編、『郵政百年史』（124頁）、1971年（昭和46年）3月、逓信協会
192. 1 2 3  郵政省編、『郵政百年史資料 第一巻』（351から352頁）、1970年（昭和45年）3月、吉川弘文館
193. ↑  郵政省編、『郵政百年史年表』（20頁）、1967年（昭和42年）2月、吉川弘文館
194. 1 2  郵政省編、『郵政百年史資料 第一巻』（384頁）、1970年（昭和45年）3月、吉川弘文館
195. ↑  郵政省編、『郵政百年史年表』（26頁）、1967年（昭和42年）2月、吉川弘文館
196. ↑  郵政省編、『郵政百年史資料 第一巻』（474頁）、1970年（昭和45年）3月、吉川弘文館
197. ↑  郵政省編、『郵政百年史年表』（28頁）、1967年（昭和42年）2月、吉川弘文館
198. 1 2  朝鮮総督府逓信局編、『朝鮮逓信事業沿革史』（4から5頁）、1938年（昭和13年）2月、朝鮮総督府逓信局
199. ↑  仁川府編、『仁川府史』（245頁）、1933年（昭和8年）10月、仁川府
200. ↑  なお仁川郵便局京城出張所は、1901年（明治34年）3月20日より京城郵便局となった（明治34年逓信省告示第148号）
201. ↑  明治30年逓信省告示第343号（『官報』、1897年（明治30年）11月20日）
202. ↑  明治32年逓信省告示第216号（『官報』、1899年（明治32年）7月26日）
203. ↑  明治32年逓信省告示第318号（『官報』、1899年（明治32年）11月10日）
204. ↑  なお木浦郵便局群山出張所は、1901年（明治34年）3月1日より群山郵便局となった（明治34年逓信省告示第111号）
205. ↑  釜山郵便局は1887年（明治20年）6月1日より釜山電信局と合併して釜山郵便電信局となっていた（明治20年逓信省告示第82号）
206. ↑  明治32年逓信省告示第324号（『官報』、1899年（明治32年）11月14日）
207. ↑  なお釜山郵便電信局馬山出張所は、1900年（明治33年）6月1日より馬山郵便局となった（明治33年逓信省告示第190号）
208. ↑  明治34年逓信省告示第142号（『官報』、1901年（明治34年）3月16日）
209. ↑  明治34年逓信省告示第232号（『官報』、1901年（明治34年）5月29日）
210. ↑  逓信省編、『逓信省年報 第十五』（146頁）、1902年（明治35年）4月、逓信省
211. ↑  明治35年逓信省公達第92号（『逓信公報令達類篇 第十六ノ上』（310頁）、1903年（明治36年）3月、逓信省）
212. ↑  明治35年逓信省公達第361号（『逓信公報令達類篇 第十六ノ上』（760頁）、1903年（明治36年）3月、逓信省）
213. 1 2  統監府通信管理局編、『明治四十年度統監府通信事業第二年報 自明治四十年四月至明治四十一年三月』（393から394頁）、1909年（明治42年）2月、統監府通信管理局
214. ↑  明治38年逓信省公達第338号（『逓信公報令達類篇 第十六ノ上』（724頁）、1903年（明治36年）3月、逓信省）
215. ↑  明治36年逓信省公達第510号（『逓信公報令達類篇 第十七ノ上』（979頁）、1903年（明治36年）12月、逓信省）
216. ↑  明治38年逓信省告示第280号及び第282号（『官報』、1905年（明治38年）6月1日）
217. 1 2  明治35年逓信省公達第719号（『逓信公報令達類篇 第十六ノ下』（685頁）、1903年（明治36年）4月、逓信省）
218. ↑  仁川郵便局は1902年（明治35年）5月1日から仁川郵便電信局となった（明治35年逓信省告示第214号）
219. ↑  明治38年逓信省告示第289号（『官報』、1905年（明治38年）6月6日）
220. ↑  明治35年逓信省公達第811号（『逓信公報令達類篇 第十六ノ下』（753頁）、1903年（明治36年）4月、逓信省）
221. ↑  明治36年逓信省公達第511号（『逓信公報令達類篇 第十七ノ上』（979頁）、1903年（明治36年）12月、逓信省）
222. ↑  明治38年逓信省告示第295号及び第296号（『官報』、1905年（明治38年）6月7日）
223. ↑  青木四海雄、「船と郵便（3）」、『水路要報』第87号所収（69から72頁）、1969年（昭和44年）9月、海上保安庁
224. 1 2 3  吉田新一、『日韓通信事業合同顛末私考』（49から54頁）、1936年（昭和11年）8月、吉田新一
225. 1 2  明治36年逓信省告示第348号（『官報』、1903年（明治36年）6月23日）
226. ↑  明治38年逓信省告示第210号（『官報』、1905年（明治38年）5月2日）
227. ↑  明治38年逓信省告示第222号（『官報』、1905年（明治38年）5月9日）
228. ↑  明治38年逓信省告示第278号（『官報』、1905年（明治38年）6月1日）
229. ↑  明治38年逓信省告示第311号（『官報』、1905年（明治38年）6月10日）
230. 1 2  『官報』（596より597頁）、1904年（明治37年）2月23日
231. 1 2 3  『官報』（1071頁）、1905年（明治38年）4月28日
232. 1 2  郵政省大臣官房秘書課広報室編、『続逓信事業史資料拾遺第1集 旧外地における逓信事情』（107頁）、1964年（昭和39年）3月、郵政省
233. ↑  統監府編、『統監府施政一斑』（2頁）、1909年（明治42年）2月、統監府
234. 1 2  明治38年勅令第268号（『官報』、1905年（明治38年）12月21日）
235. 1 2  明治39年統監府告示第20号（『官報』、1906年（明治39年）4月24日）
236. 1 2  明治39年統監府告示第27号（『官報』、1906年（明治39年）5月12日）
237. ↑  統監府通信管理局編、『明治四十年度統監府通信事業第二年報 自明治四十年四月至明治四十一年三月』（28頁）、1909年（明治42年）2月、統監府通信管理局
238. ↑  明治40年統監府告示第46号、第47号、第48号、第49号、第50号及び第51号（『官報』、1907年（明治40年）4月4日）